# Renault Mégane
Renault Mégane – samochód osobowy klasy kompaktowej produkowany pod francuską marką Renault od 1995 roku. Od 2015 roku produkowana jest czwarta generacja modelu.

## Pierwsza generacja

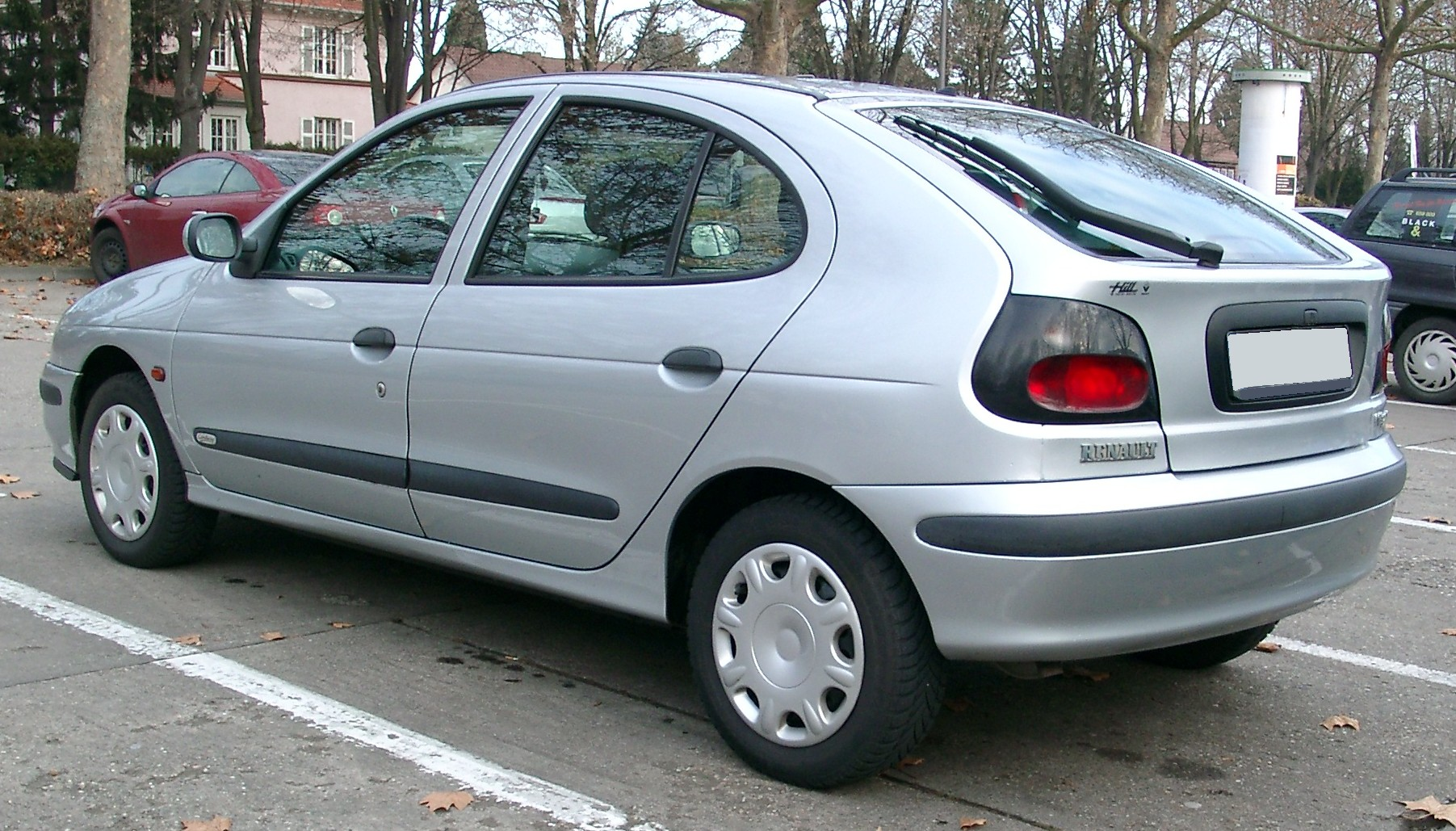
Renault Megane I - tył

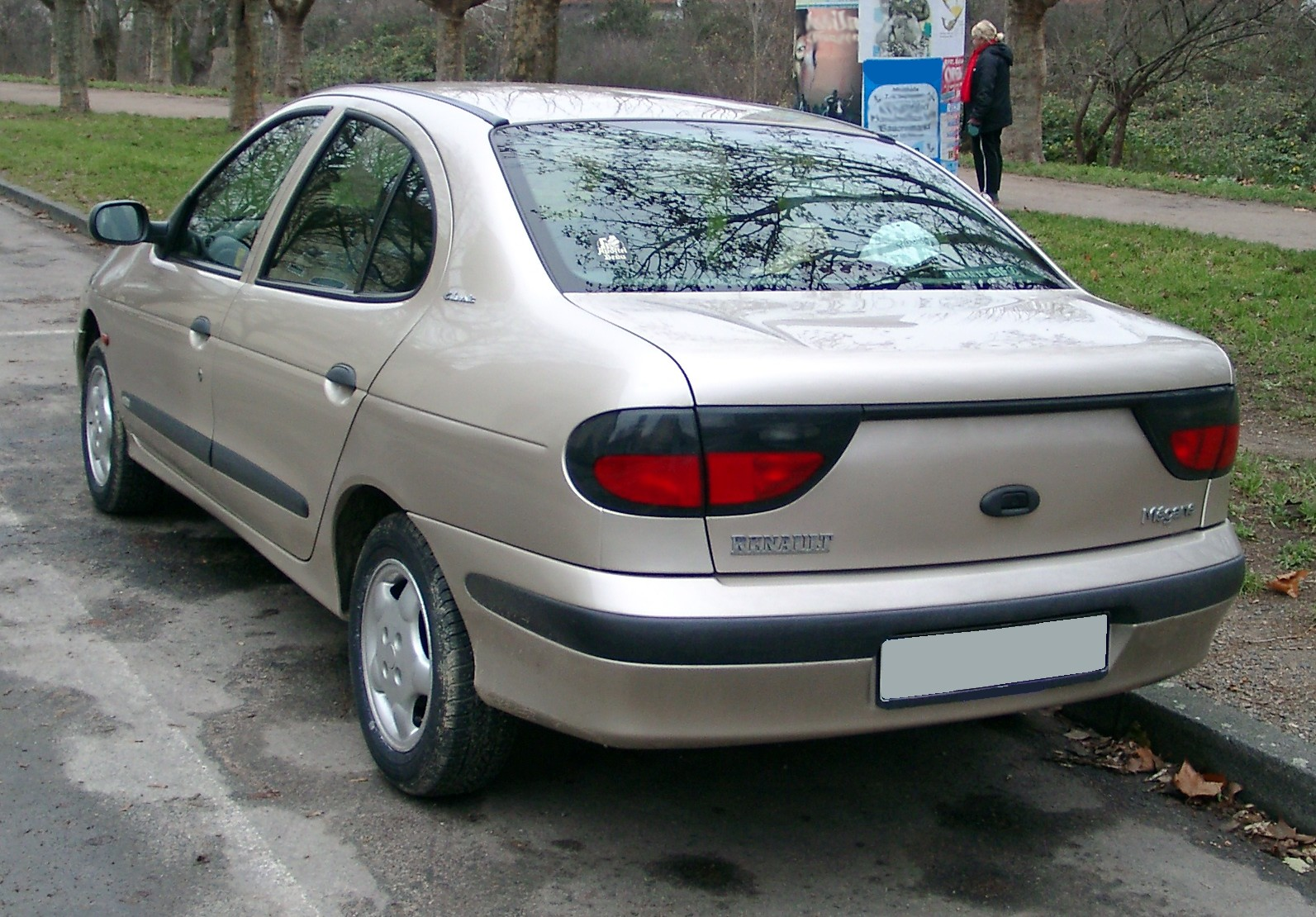
Renault Megane I Sedan

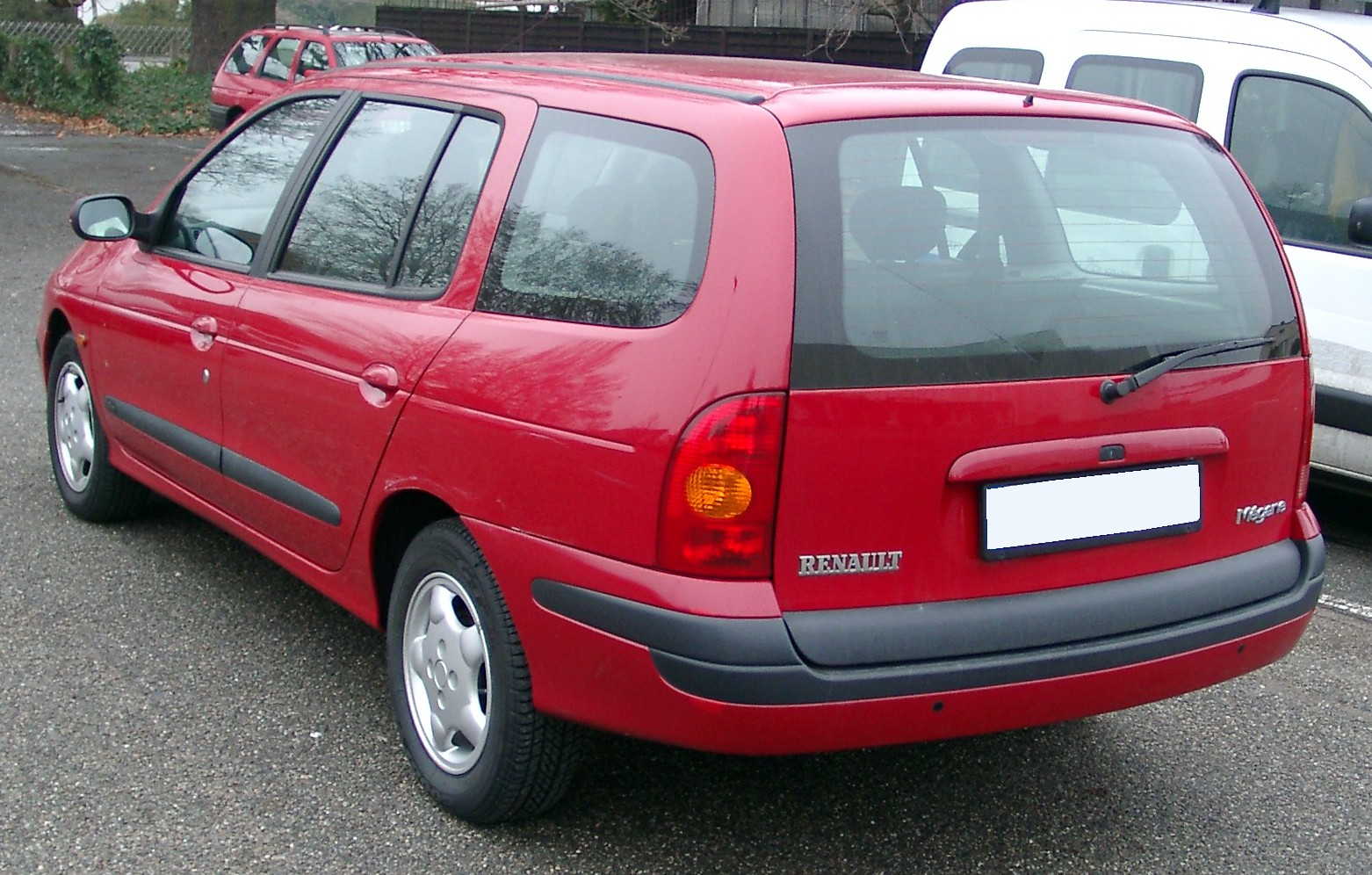
Renault Megane I Kombi

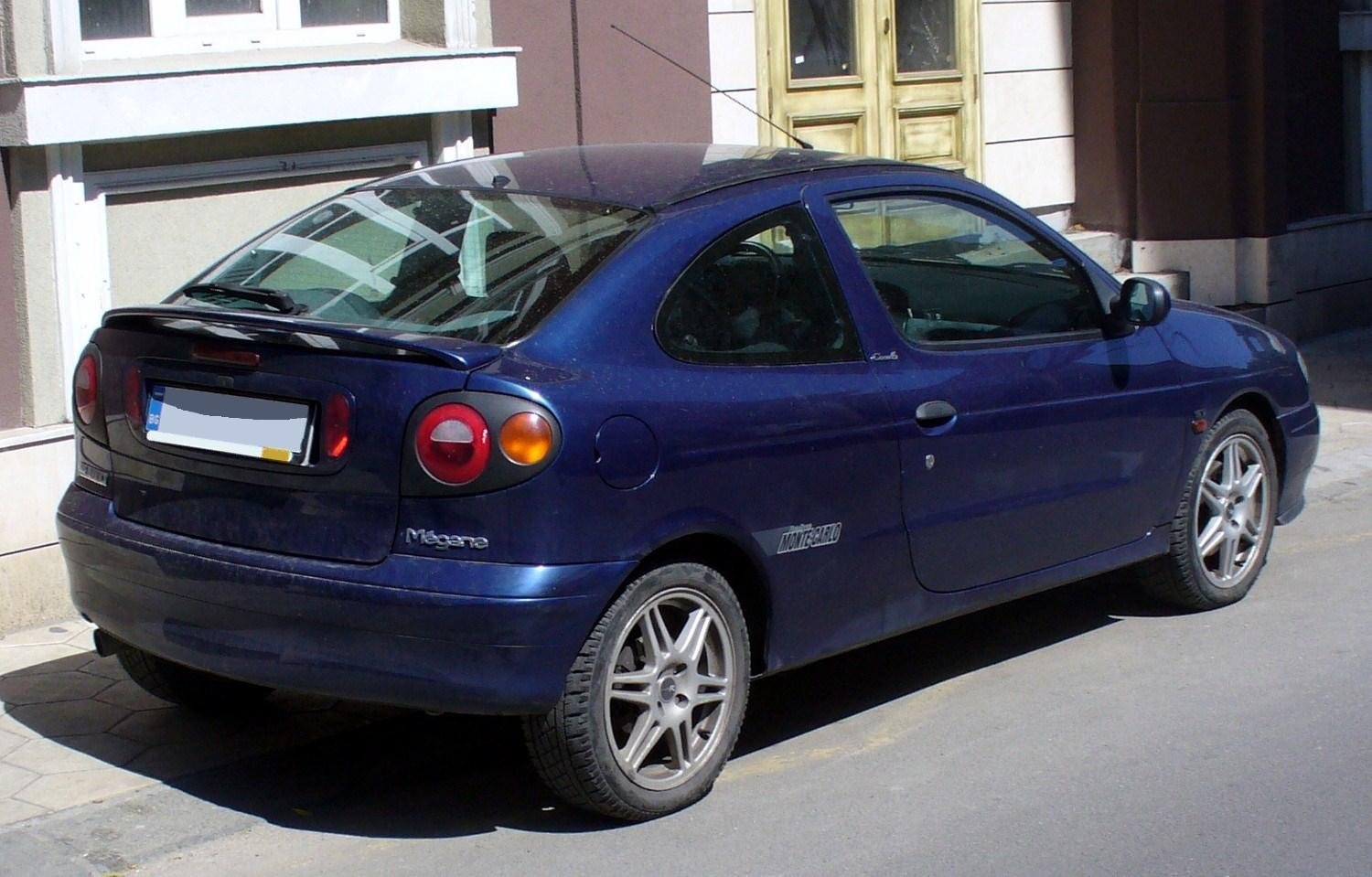
Renault Megane I Coupe

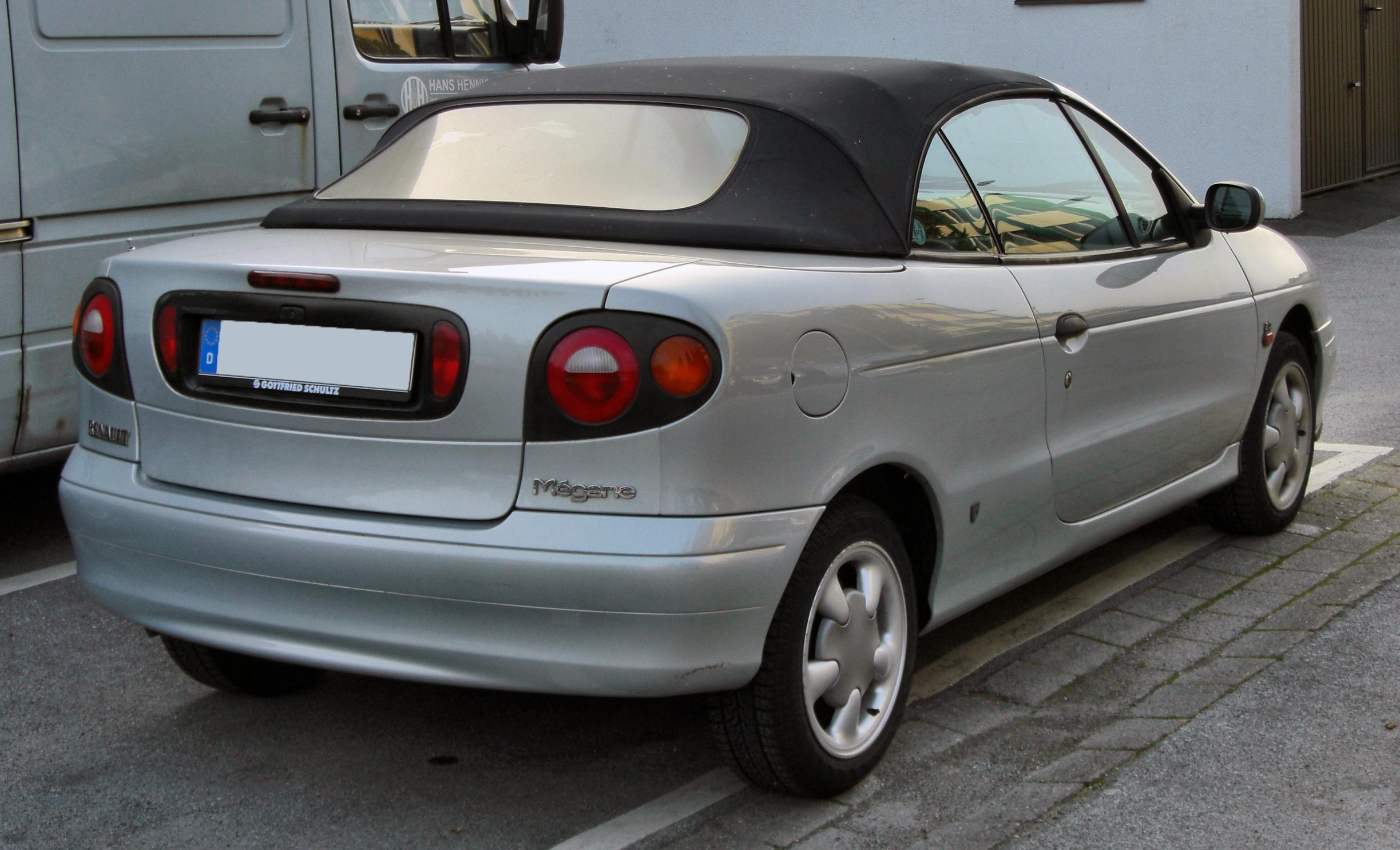
Renault Megane I Cabrio

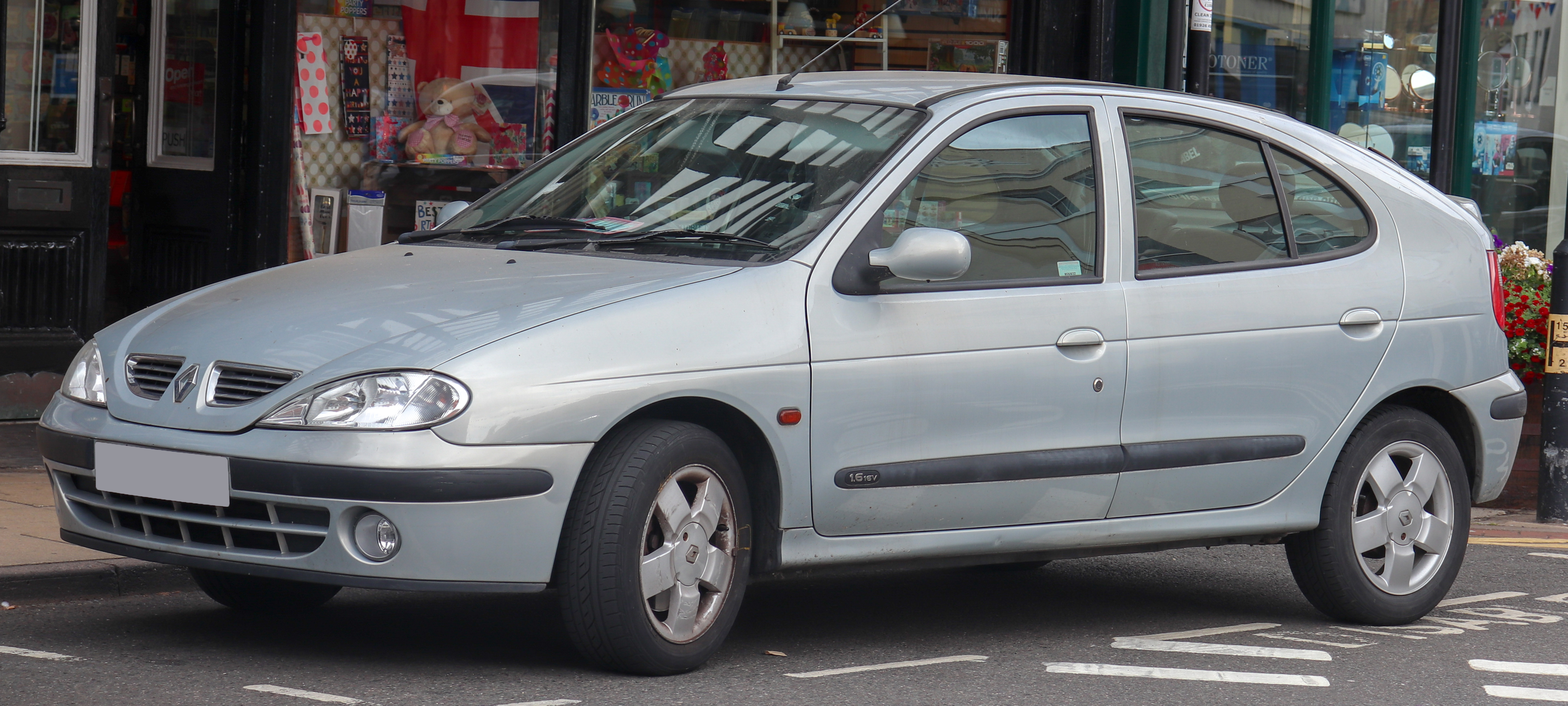
Renault Megane I po liftingu

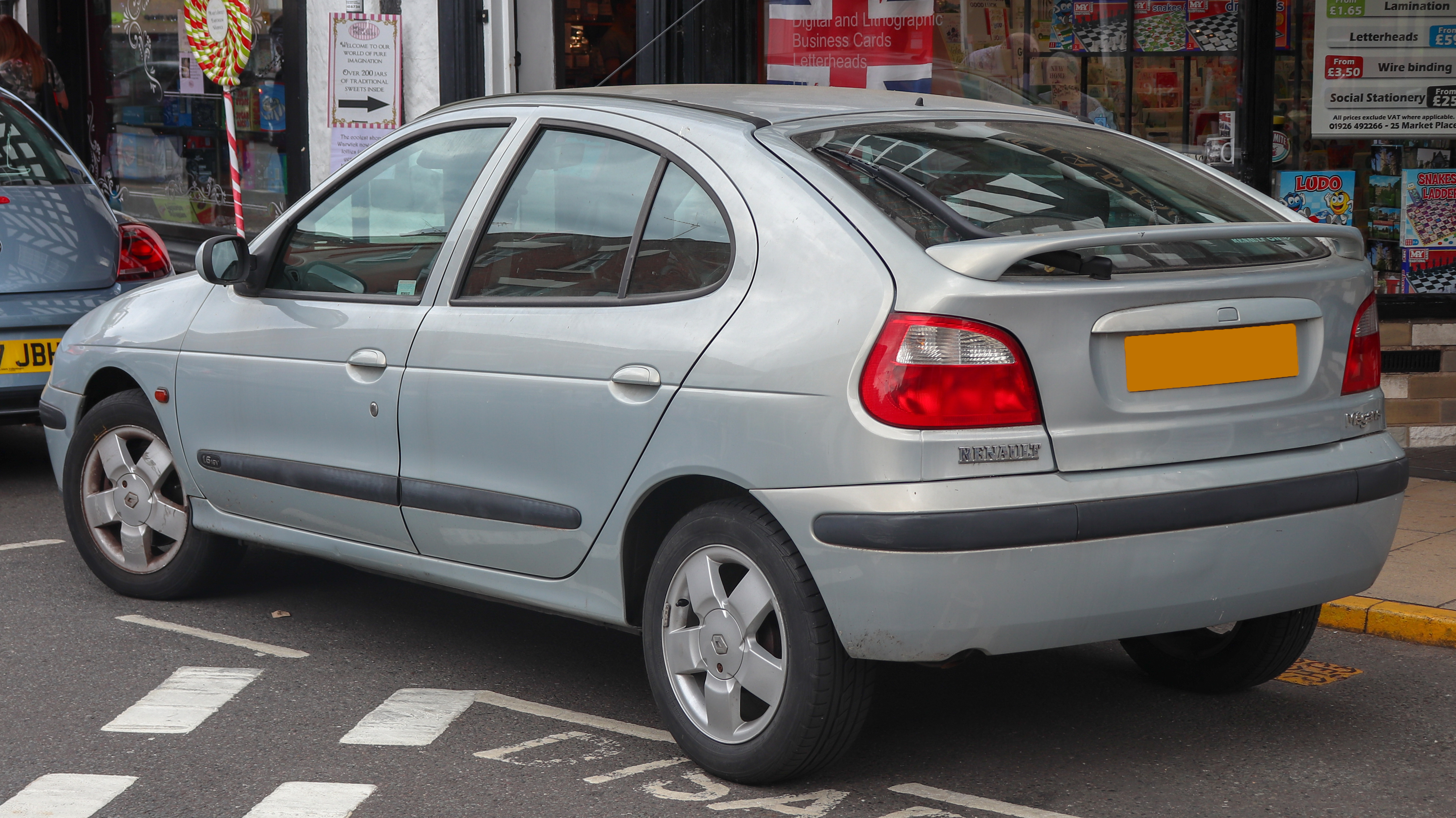
Renault Megane I - tył po liftingu

Renault Mégane I został zaprezentowany po raz pierwszy w 1996 roku.
zaprezentowane podczas targów motoryzacyjnych we Frankfurcie w 1995 roku jako następca modelu 19. Pojazd zbudowany został od podstaw, jednak niektóre elementy wyposażenia tj. silniki, skrzynie biegów oraz zawieszenie zaczerpnięte były z poprzednika. Jako pierwsze wersje nadwoziowe wprowadzono na rynek 5-drzwiowego hatchbacka oraz 2-drzwiowe coupé. W 1996 roku podczas targów motoryzacyjnych w Genewie zaprezentowano model Mégane Scénic będący pierwszym kompaktowym vanem w Europie. W tym samym roku podczas targów motoryzacyjnych w Madrycie zaprezentowano wersję sedan jako Mégane Classic, a nieco później wersję cabrio.
W 1999 roku auto przeszło face lifting. Zmieniono m.in. nadwozie oraz wnętrze pojazdu, a do gamy nadwoziowej wprowadzono wersję kombi. W tym samym roku face lifting przeszedł też Mégane Scénic, który otrzymał już tylko pojedynczą nazwę Scénic.

### Silniki

#### Phase I
- Benzynowe

| Silnik      | Pojemność skokowa [cm³] | Moc maksymalna [KM] ( [kW] ) przy obr./min | Maks. moment obrotowy [Nm] przy obr./min | Układ i liczba cylindrów | Układ rozrządu/ liczba zaworów | Przyspieszenie (s) 0–100 km/h | Prędkość maksymalna km/h | Spalanie (l/100 km) średnie |
| ----------- | ----------------------- | ------------------------------------------ | ---------------------------------------- | ------------------------ | ------------------------------ | ----------------------------- | ------------------------ | --------------------------- |
| 1.4 Eco     | 1390                    | 70 (51)/6000                               | 105/4000                                 | R4                       | OHC/8                          | 14,5                          | 168                      | 7,1                         |
| 1.4e        | 1390                    | 75 (55)/5500                               | 114/4250                                 | R4                       | OHC/8                          | 13,8                          | 170                      | 7,3                         |
| 1.6         | 1598                    | 75 (55)/5000                               | 130/3400                                 | R4                       | OHC/8                          | 12,9                          | 175                      | 7,5                         |
| 1.6e        | 1598                    | 90 (66)/5000                               | 137/4000                                 | R4                       | OHC/8                          | 11,5                          | 184                      | 7,5                         |
| 1.6 Aut.    | 1598                    | 90 (66)/5000                               | 137/4000                                 | R4                       | OHC/8                          | 13,7                          | 170                      | 8,5                         |
| 2.0         | 1998                    | 113 (83,5)/5400                            | 168/4250                                 | R4                       | OHC/8                          | 9,7                           | 197                      | 8,9                         |
| 2.0 Aut.    | 1998                    | 113 (83,5)/5400                            | 168/4250                                 | R4                       | OHC/8                          | 10,9                          | 197                      | 9,2                         |
| 2.0 16V F7R | 1998                    | 147 (108)/6000                             | 185/4500                                 | R4                       | DOHC/16                        | 7.8                           | 226                      | 9,1                         |

W Coupé i Cabrio nie stosowano silników 1.4 i 1.6 75KM, z kolei tylko w tych dwóch wersjach był dostępny silnik 2.0 16V. Zostały też wyprodukowane nieliczne egzemplarze typu hatchback z tym silnikiem.
- Wysokoprężne

| Silnik | Pojemność skokowa [cm³] | Moc maksymalna [KM] ( [kW] ) przy obr./min | Maks. moment obrotowy [Nm] przy obr./min | Układ i liczba cylindrów | Układ rozrządu/ liczba zaworów | Przyspieszenie (s) 0–100 km/h | Prędkość maksymalna km/h | Spalanie (l/100 km) średnio |
| ------ | ----------------------- | ------------------------------------------ | ---------------------------------------- | ------------------------ | ------------------------------ | ----------------------------- | ------------------------ | --------------------------- |
| 1.9d   | 1870                    | 64 (47)/4500                               | 118/2250                                 | R4                       | OHC/8                          | 16,5                          | 160                      | 6,5                         |
| 1.9dT  | 1870                    | 90 (66)/4250                               | 176/2250                                 | R4                       | OHC/8                          | 12,3                          | 180                      | 6,4                         |
| 1.9TDI | 1870                    | 94 (69)/4250                               | 176/2250                                 | R4                       | OHC/8                          | 12,3                          | 180                      | 6,4                         |
| 1.9dTi | 1870                    | 98 (72)/4000                               | 200/2000                                 | R4                       | OHC/8                          | 12,2                          | 183                      | 5,3                         |

W Cabrio nie stosowano silników Diesla. W Coupé dostępny był silnik 1.9dTi 98KM.

#### Phase II
- Benzynowe

| Silnik       | Pojemność skokowa [cm³] | Moc maksymalna [KM] ( [kW] ) przy obr./min | Maks. moment obrotowy [Nm] przy obr./min | Układ i liczba cylindrów | Układ rozrządu/ liczba zaworów | Przyśpieszenie (s) 0–100 km/h | Prędkość maksymalna km/h | Spalanie (l/100 km) średnie |
| ------------ | ----------------------- | ------------------------------------------ | ---------------------------------------- | ------------------------ | ------------------------------ | ----------------------------- | ------------------------ | --------------------------- |
| 1.4e         | 1390                    | 75 (55)/5500                               | 114/4250                                 | R4                       | OHC/8                          | 13,8                          | 170                      | 6,6                         |
| 1.4 16V      | 1390                    | 95 (70)/6000                               | 127/3750                                 | R4                       | DOHC/16                        | 11,9                          | 184                      | 6,6                         |
| 1.6 16V      | 1598                    | 110 (81)/5750                              | 148/3750                                 | R4                       | DOHC/16                        | 9,8                           | 195                      | 7,0                         |
| 1.6 16V Aut. | 1598                    | 110 (81)/5750                              | 148/3750                                 | R4                       | DOHC/16                        | 12,3                          | 195                      | 7,1                         |
| 1.8 16V      | 1783                    | 116 (85)/5750                              | 158/3750                                 | R4                       | DOHC/16                        | 8,9                           | 199                      | 7,7                         |
| 2.0 IDE      | 1998                    | 140 (103)/5500                             | 200/4250                                 | R4                       | DOHC/16                        | 8,6                           | 213                      | 7,6                         |

Silnik 2.0 IDE był dostępny tylko w Coupé i Cabrio, ale nie był w nich dostępny silnik 1.8 16V.
- Wysokoprężne

| Silnik       | Pojemność skokowa [cm³] | Moc maksymalna [KM] ( [kW] ) przy obr./min | Maks. moment obrotowy [Nm] przy obr./min | Układ i liczba cylindrów | Układ rozrządu/ liczba zaworów | Przyśpieszenie (s) 0–100 km/h | Prędkość maksymalna km/h | Spalanie (l/100 km) średnio |
| ------------ | ----------------------- | ------------------------------------------ | ---------------------------------------- | ------------------------ | ------------------------------ | ----------------------------- | ------------------------ | --------------------------- |
| 1.9dTi       | 1870                    | 80 (59)/4000                               | 160/2000                                 | R4                       | OHC/8                          | 13,8                          | 170                      | 5,5                         |
| 1.9dTi       | 1870                    | 98 (72)/4000                               | 200/2000                                 | R4                       | OHC/8                          | 12,3                          | 185                      | 5,2                         |
| 1.9dTi Aut.  | 1870                    | 98 (72)/4000                               | 200/2000                                 | R4                       | OHC/8                          | 12,2                          | 183                      | 6,2                         |
| 1.9dCi       | 1870                    | 102 (75)/4000                              | 200/1500                                 | R4                       | OHC/8                          | 11,5                          | 189                      | 5,2                         |
| 1.9dTi Coupé | 1870                    | 98 (72)/4000                               | 200/2000                                 | R4                       | OHC/8                          | 11,8                          | 187                      | 5,2                         |
| 1.9dCi Coupé | 1870                    | 102 (75)/4000                              | 200/1500                                 | R4                       | OHC/8                          | 11,5                          | 188                      | 5,2                         |

W Coupé nie był dostępny silnik 1.9dTI o mocy 80KM, a w Cabrio nie był dostępny żaden silnik Diesla.

#### Phase III
- Benzynowe

| Silnik  | Pojemność skokowa [cm³] | Moc maksymalna [KM] ( [kW] ) przy obr./min | Maks. moment obrotowy [Nm] przy obr./min | Układ i liczba cylindrów | Układ rozrządu/ liczba zaworów | Przyśpieszenie (s) 0–100 km/h | Prędkość maksymalna km/h | Spalanie (l/100 km) średnie |
| ------- | ----------------------- | ------------------------------------------ | ---------------------------------------- | ------------------------ | ------------------------------ | ----------------------------- | ------------------------ | --------------------------- |
| 1.6 16V | 1598                    | 107 (79)/5750                              | 148/3750                                 | R4                       | DOHC/16                        | 9,8                           | 195                      | 7,0                         |

- Wysokoprężne

| Silnik | Pojemność skokowa [cm³] | Moc maksymalna [KM] ( [kW] ) przy obr./min | Maks. moment obrotowy [Nm] przy obr./min | Układ i liczba cylindrów | Układ rozrządu/ liczba zaworów | Przyśpieszenie (s) 0–100 km/h | Prędkość maksymalna km/h | Spalanie (l/100 km) średnio |
| ------ | ----------------------- | ------------------------------------------ | ---------------------------------------- | ------------------------ | ------------------------------ | ----------------------------- | ------------------------ | --------------------------- |
| 1.9dTi | 1870                    | 98 (72)/4000                               | 200/2000                                 | R4                       | OHC/8                          | 12,3                          | 185                      | 5,2                         |

## Druga generacja

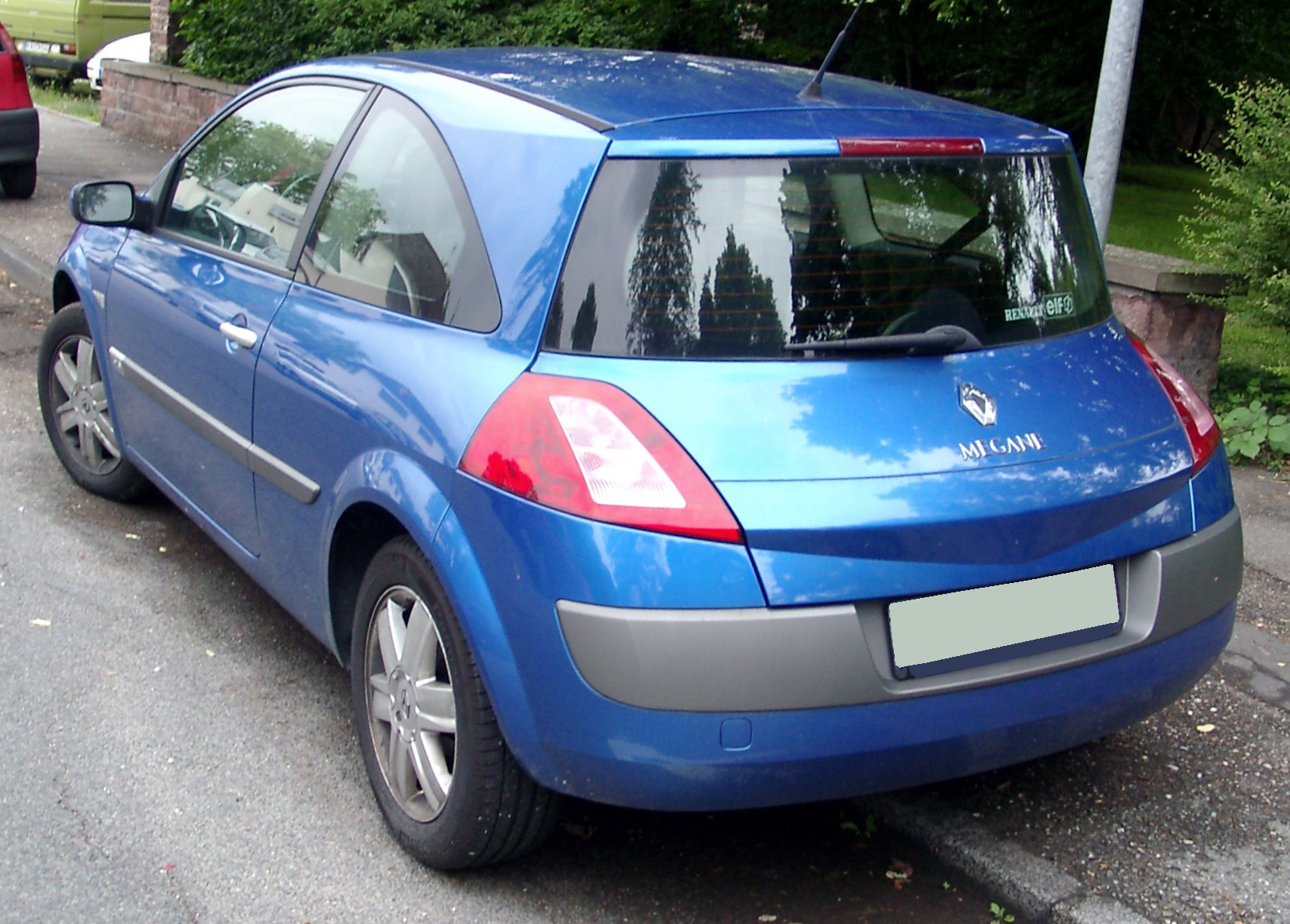
Renault Megane II - tył

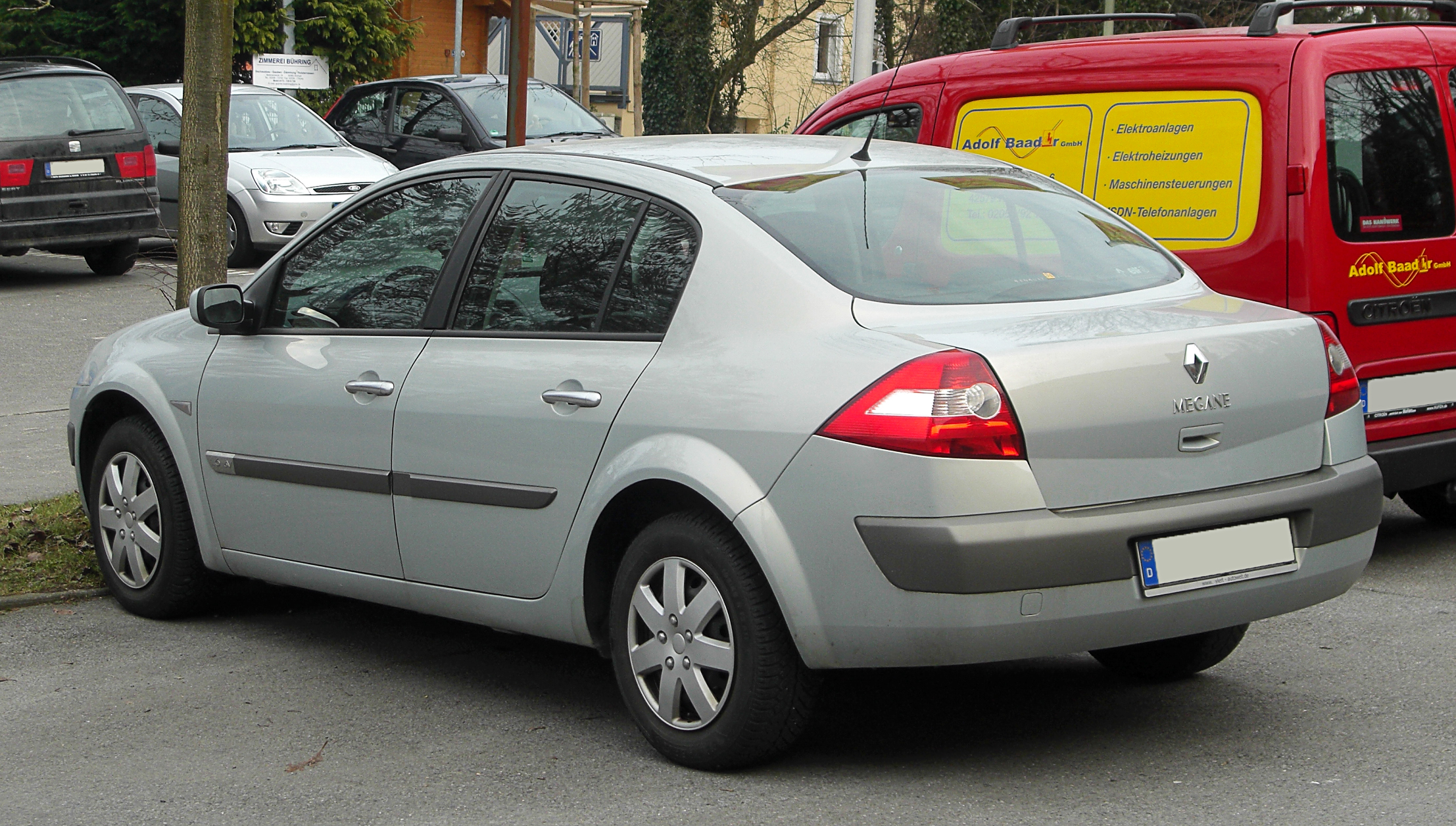
Renault Megane II Sedan

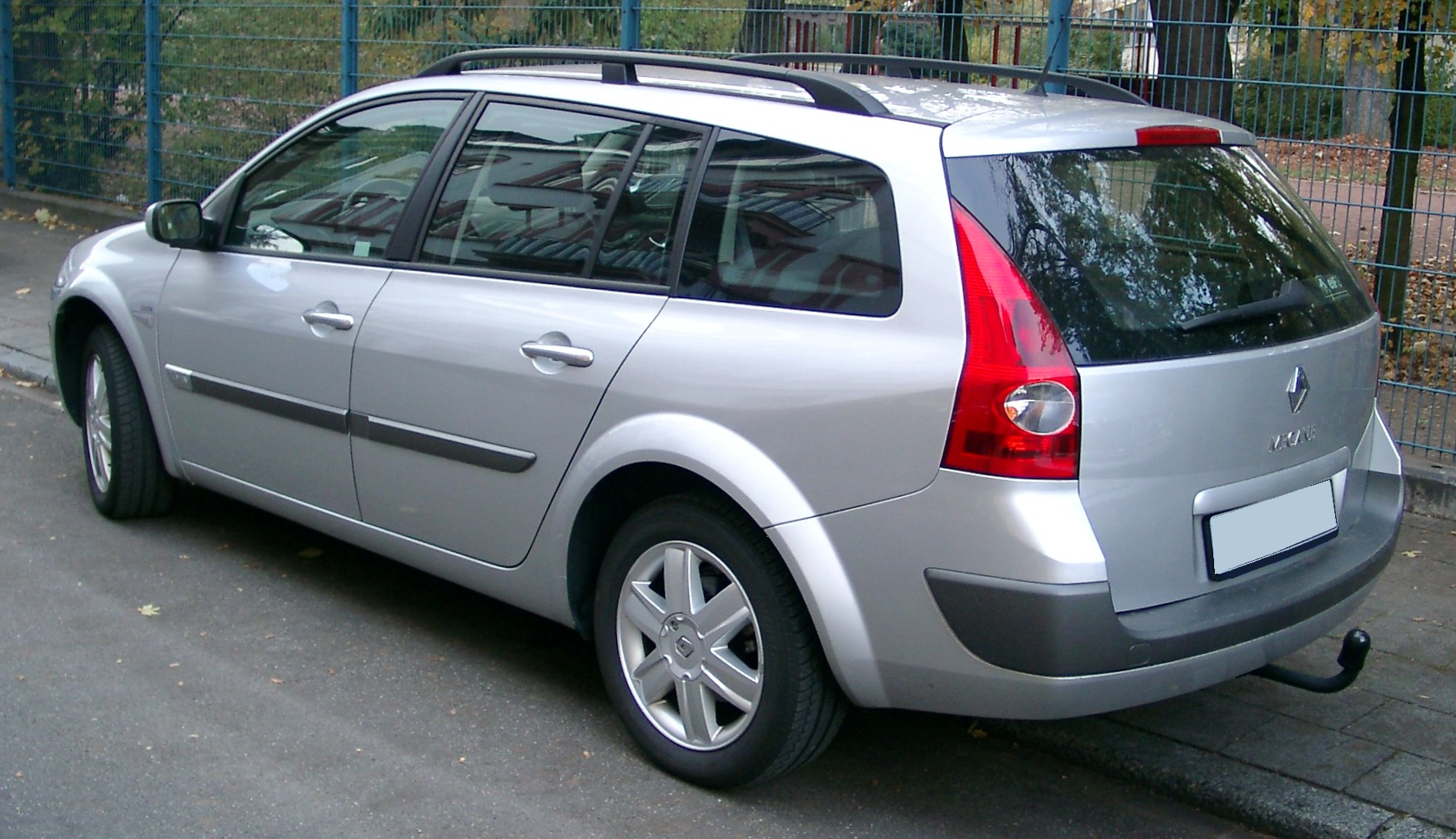
Renault Megane II Kombi

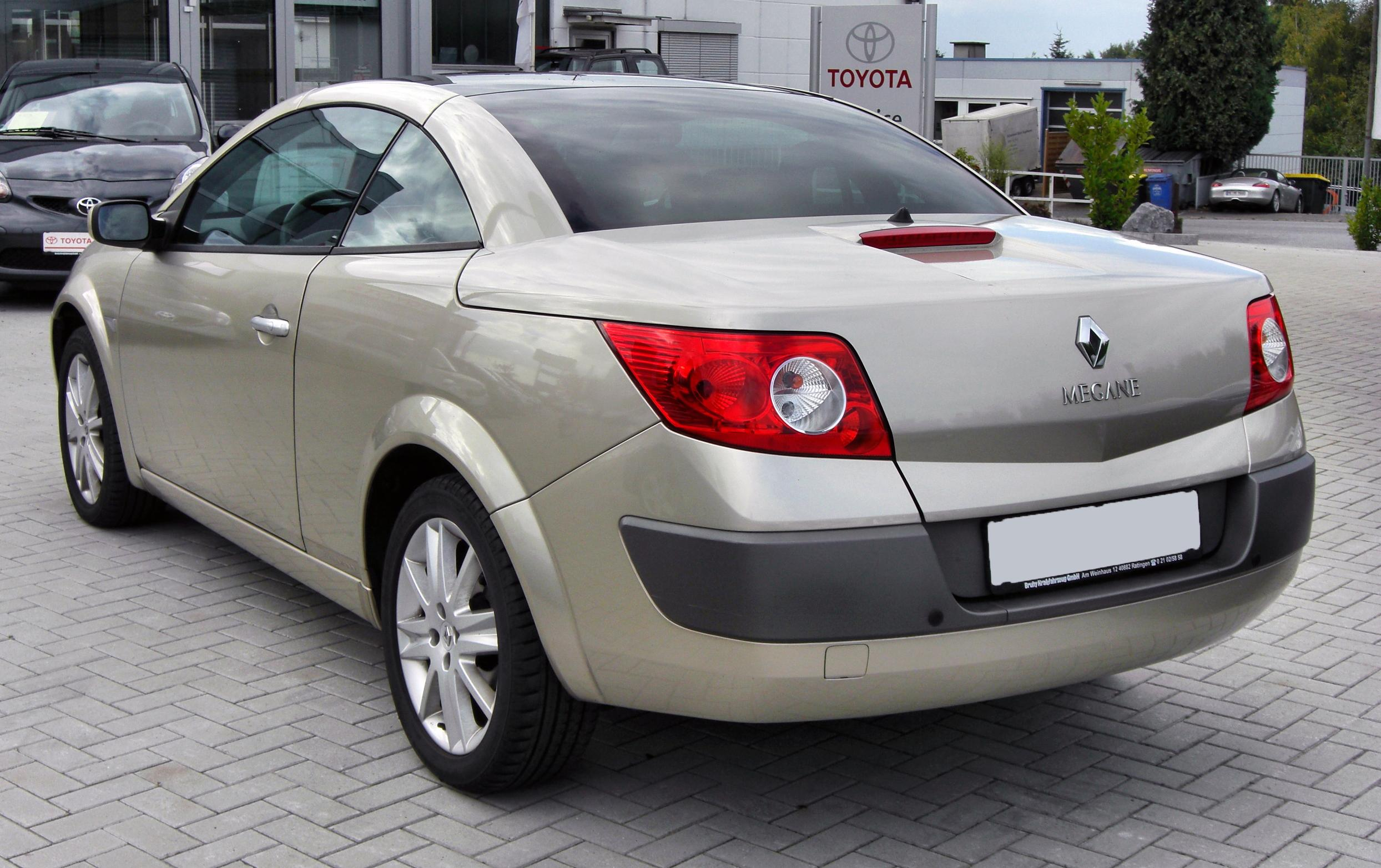
Renault Megane CC

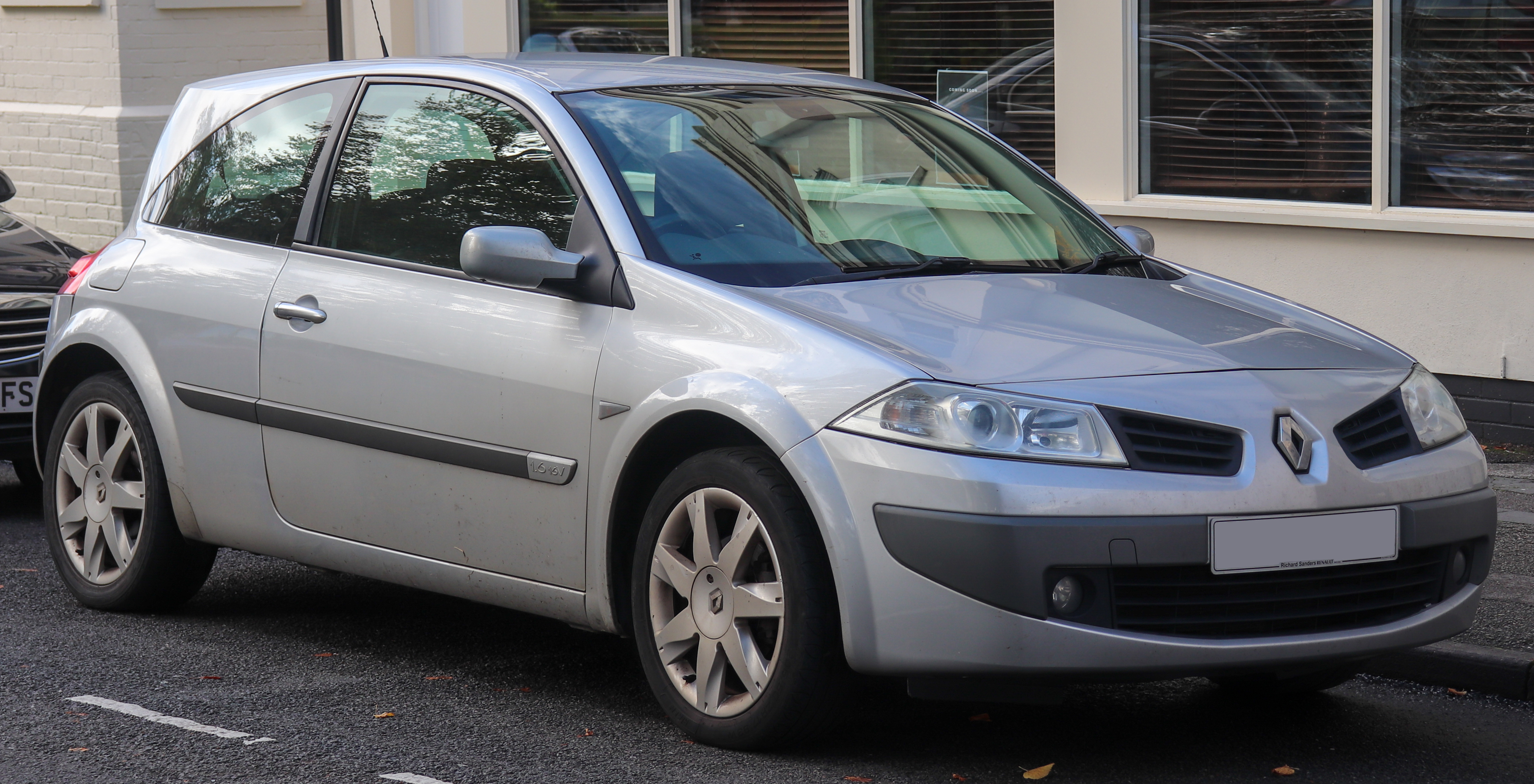
Renault Megane II po liftingu

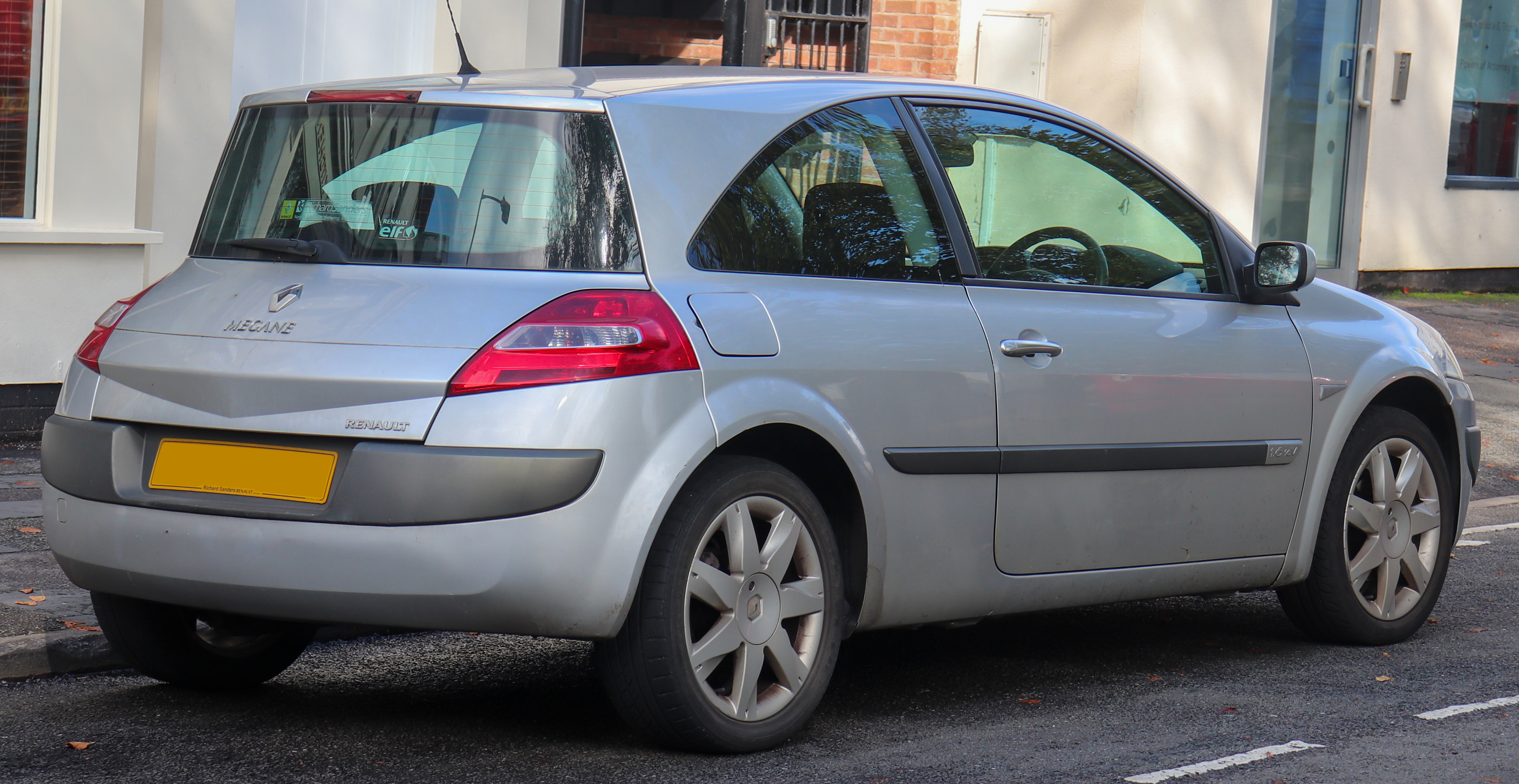
Renault Megane II - tył po liftingu

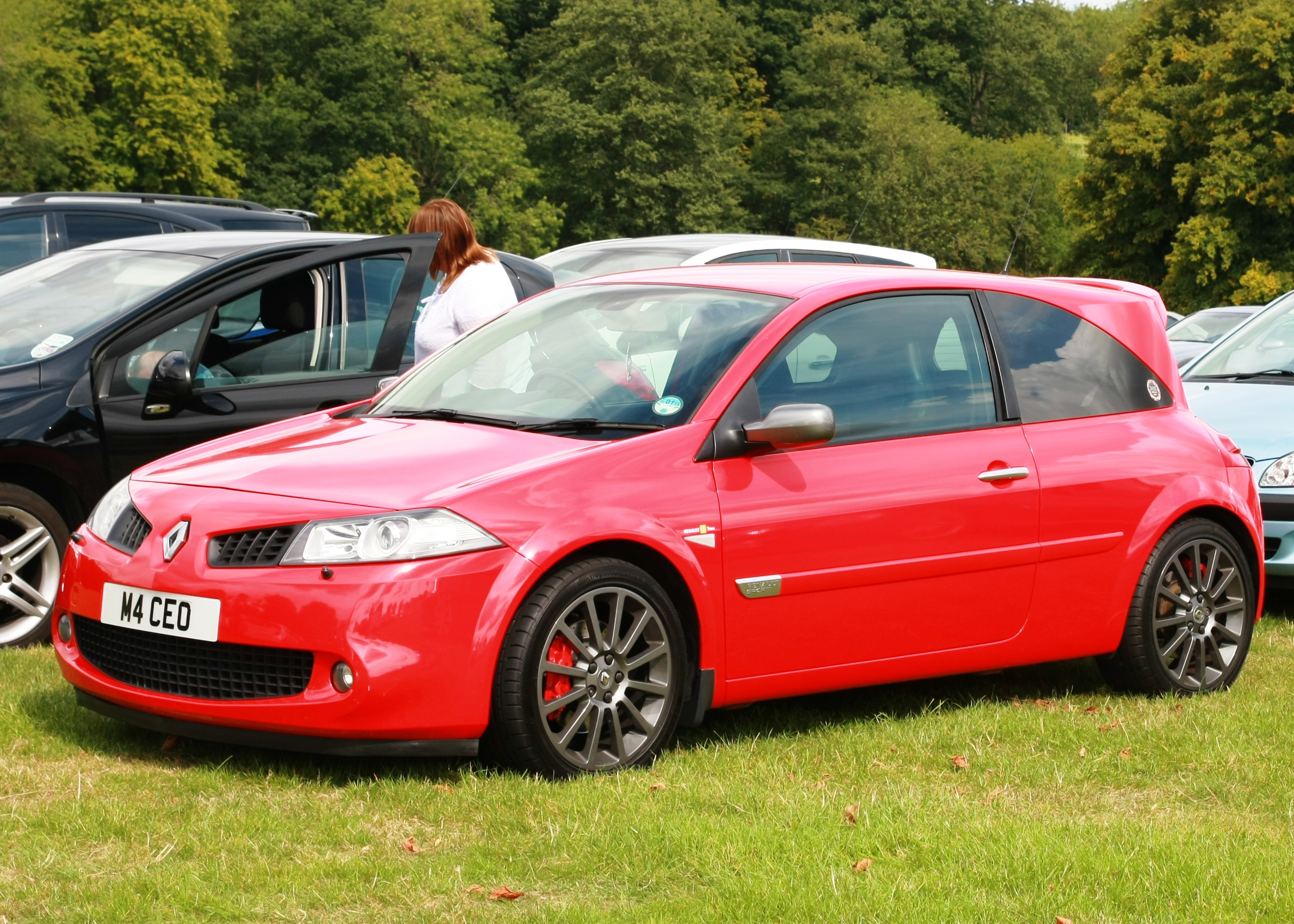
Renault Megane II RS po liftingu

Renault Mégane II został zaprezentowany po raz pierwszy w 2002 roku.
Pod koniec 2005 roku samochód przeszedł face lifting. Zmieniony został m.in. zderzak przedni i tylny, reflektory przednie, oraz lampy tylne. We wnętrzu zmieniono m.in. tarcze wskaźników, wyświetlacz automatycznej klimatyzacji. Wprowadzono poprawione silniki diesla 1.9 dCi otrzymał teraz 130 KM, wprowadzono także 150 KM jednostkę 2.0 dCi i 105 KM 1.5 dCi.
W plebiscycie na Europejski Samochód Roku 2003 model zajął 1. pozycję.

### Wersje wyposażeniowe
- Pack
- Comfort
- Luxe
- Authentique
- Expression
- Dynamique
- Sport Way
- Privilege
- Ripscurl

### Silniki
- Benzynowe

Dane dla wersji hatchback.
| Silnik         | Pojemność skokowa [cm³] | Moc maksymalna [KM] ( [kW] ) przy obr./min | Maks. moment obrotowy [Nm] przy obr./min | Układ i liczba cylindrów | Układ rozrządu/ liczba zaworów | Przyspieszenie (s) 0–100 km/h | Prędkość maksymalna km/h | Spalanie (l/100 km) średnie |
| -------------- | ----------------------- | ------------------------------------------ | ---------------------------------------- | ------------------------ | ------------------------------ | ----------------------------- | ------------------------ | --------------------------- |
| 1.4            | 1390                    | 82 (60)/6000                               | 124/3750                                 | R4                       | DOHC/16                        | 13,5                          | 171                      | 6,7                         |
| 1.4            | 1390                    | 98 (72)/6000                               | 127/3750                                 | R4                       | DOHC/16                        | 12,5                          | 183                      | 6,7                         |
| 1.6            | 1598                    | 113 (83)/6000                              | 152/4200                                 | R4                       | DOHC/16                        | 10,9                          | 192                      | 6,8                         |
| 1.6 Aut.       | 1598                    | 113 (83)/6000                              | 152/4200                                 | R4                       | DOHC/16                        | 12,9                          | 192                      | 7,7                         |
| 2.0            | 1998                    | 134 (99)/5500                              | 191/3750                                 | R4                       | DOHC/16                        | 9,2                           | 200                      | 8,0                         |
| 2.0 Aut.       | 1998                    | 134 (99)/5500                              | 191/3750                                 | R4                       | DOHC/16                        | 10,9                          | 200                      | 8,4                         |
| 2.0T           | 1998                    | 163 (120)/5000                             | 270/3250                                 | R4                       | DOHC/16                        | 8,3                           | 220                      | 7,7                         |
| 2.0T RS        | 1998                    | 224 (165)/5500                             | 300/3000                                 | R4                       | DOHC/16                        | 6,5                           | 236                      | 8,8                         |
| 2.0T RS F1 R26 | 1998                    | 230 (169)/5500                             | 310/3000                                 | R4                       | DOHC/16                        | 6,5                           | 236                      | 8,8                         |
| 2.0T RS R26.R  | 1998                    | 230 (169)/5500                             | 310/3000                                 | R4                       | DOHC/16                        | 6,0                           | 237                      | 8,5                         |

Wersje R26 dostępne są tylko w wersji 3d, silniki 2.0T dostępne są tylko dla 3d, 5d i Coupé-Cabrio, 1.4 82KM nie jest dostępny w kombi i Coupé-Cabrio, 1.4 98KM nie jest dostępny w Coupé-Cabrio.
- Wysokoprężne

Dane dla wersji hatchback (z wyjątkiem silników dla tej wersji niedostępnych).
| Silnik                 | Pojemność skokowa [cm³] | Moc maksymalna [KM] ( [kW] ) przy obr./min | Maks. moment obrotowy [Nm] przy obr./min | Układ i liczba cylindrów | Układ rozrządu/ liczba zaworów | Przyśpieszenie (s) 0–100 km/h | Prędkość maksymalna km/h | Spalanie (l/100 km) średnio |
| ---------------------- | ----------------------- | ------------------------------------------ | ---------------------------------------- | ------------------------ | ------------------------------ | ----------------------------- | ------------------------ | --------------------------- |
| 1.5dCi                 | 1461                    | 82 (60)/4000                               | 185/2000                                 | R4                       | OHC/8                          | 14,3                          | 170                      | 4,6                         |
| 1.5dCi (phase II)      | 1461                    | 85 (63)/4000                               | 200/1900                                 | R4                       | OHC/8                          | 12,8                          | 175                      | 4,7                         |
| 1.5dCi                 | 1461                    | 105 (78)/4000                              | 240/1900                                 | R4                       | OHC/8                          | 11,1                          | 185                      | 4,7                         |
| 1.9dCi                 | 1870                    | 110 (81)/4000                              | 260/2000                                 | R4                       | OHC/8                          | 10,7                          | 188                      | 5,6                         |
| 1.9dCi (phase II)      | 1870                    | 115 (85)/4000                              | 300/2000                                 | R4                       | OHC/8                          | 10,3                          | 193                      | 5,6                         |
| 1.9dCi                 | 1870                    | 120 (88)/4000                              | 270/2000                                 | R4                       | OHC/8                          | 10,5                          | 196                      | 5,4                         |
| 1.9dCi Aut. (phase II) | 1870                    | 115 (85)/4000                              | 260/2000                                 | R4                       | OHC/8                          | 11,4                          | 191                      | 6,6                         |
| 1.9dCi (phase II)      | 1870                    | 130 (96)/4000                              | 300/2000                                 | R4                       | OHC/8                          | 9,1                           | 200                      | 5,6                         |
| 1.9dCi Aut. (phase II) | 1870                    | 130 (96)/4000                              | 260/2000                                 | R4                       | OHC/8                          | 10,6                          | 197                      | 6,6                         |
| 2.0dCi (phase II)      | 1995                    | 150 (110)/4000                             | 340/2000                                 | R4                       | DOHC/16                        | 8,7                           | 211                      | 5,5                         |
| 2.0dCi RS              | 1995                    | 173 (127)/3750                             | 360/2000                                 | R4                       | DOHC/16                        | 8,3                           | 220                      | 6,5                         |

Wersja 1.5 dCi 82KM i 85KM nie jest dostępna w Coupé-Cabrio, 1.5 dCi 85KM tylko dla wersji kombi i sedan, 1,5 dCi 101KM występowała również w PHI (wersja bez koła dwumasowego), 1.9 dCi 110KM, 115KM i 130KM nie są dostępne dla 3d i 5d, wersja 2.0 dCi RS dostępna tylko dla 3d i 5d, wersja 2.0 dCi 150KM nie jest dostępna dla 3d i 5d.
Niektóre jednostki nie były oferowane na wszystkich rynkach.
Na niektórych rynkach silniki występujące w powyższej tabeli, jako oferowane tylko dla kombi i sedana, były dostępne dla wersji 3d i 5d.

### Dane techniczne Renault Megane Sport F1 Team R26
| Silnik                         | benzynowy, turbo, R4, 16 zaw. |
| Typ zasilania paliwem          | wtrysk wielopunktowy          |
| Pojemność                      | 1998 cm³                      |
| Moc maksymalna                 | 169 kW (230 KM) @ 5500        |
| Maks. moment obrotowy          | 310 Nm @ 3000                 |
| Skrzynia biegów                | manualna, 6-biegowa           |
| Napęd                          | przedni                       |
| Zawieszenie przód              | kolumny MacPhersona           |
| Zawieszenie tył                | belka skrętna                 |
| Hamulce                        | tarczowe went./tarczowe went. |
| Opony                          | 235/40 R18                    |
| Bagażnik/po złożeniu siedzeń   | 330/1190 l                    |
| Zbiornik paliwa                | 60 l                          |
| Typ nadwozia                   | hatchback                     |
| Spalanie: miasto/trasa/średnie | 11,6/6,7/8,5                  |
| Prędkość maksymalna            | 237 km/h                      |
| Przyspieszenie 0–100 km/h      | 6,5 s                         |

## Trzecia generacja

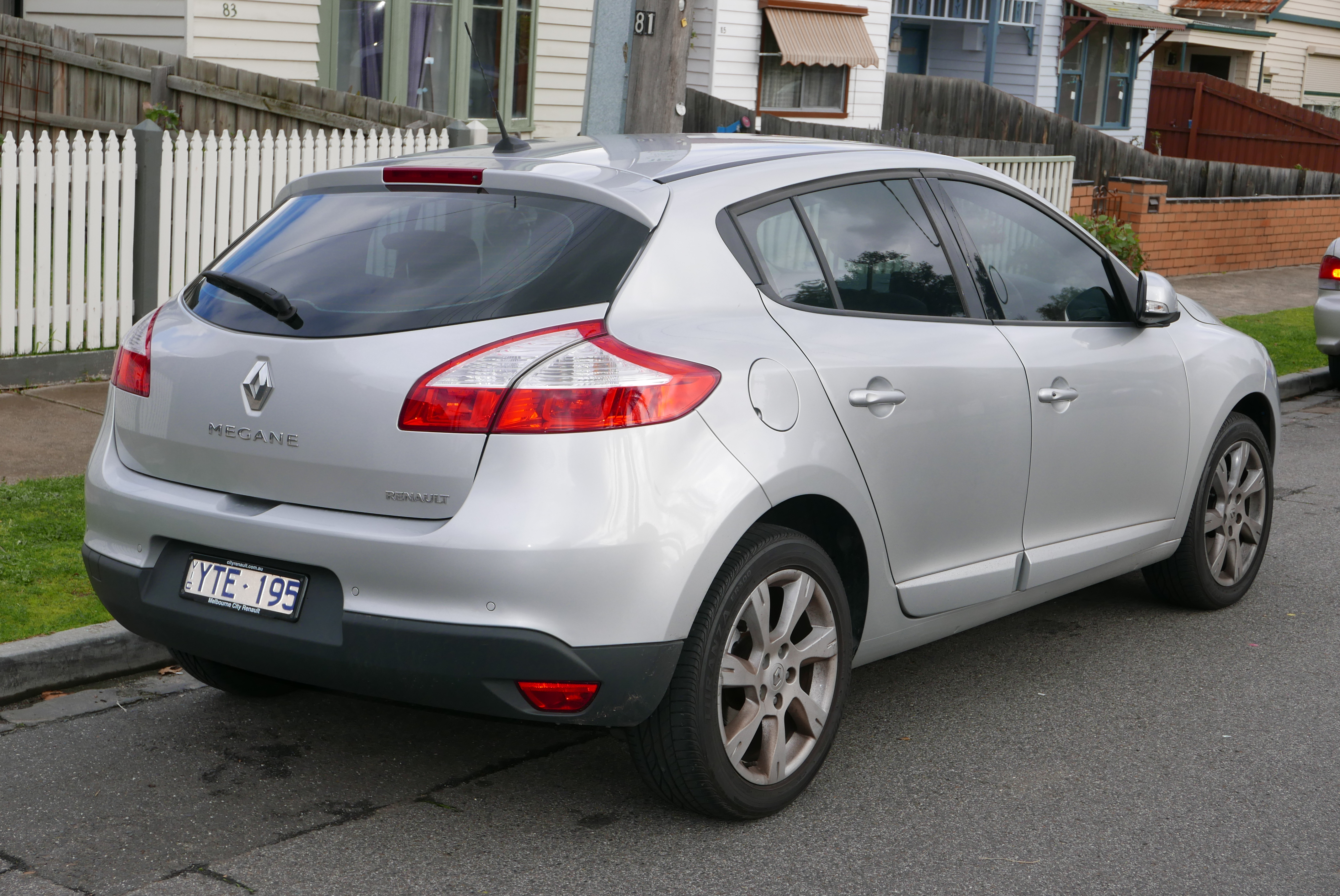
Renault Megane III - tył

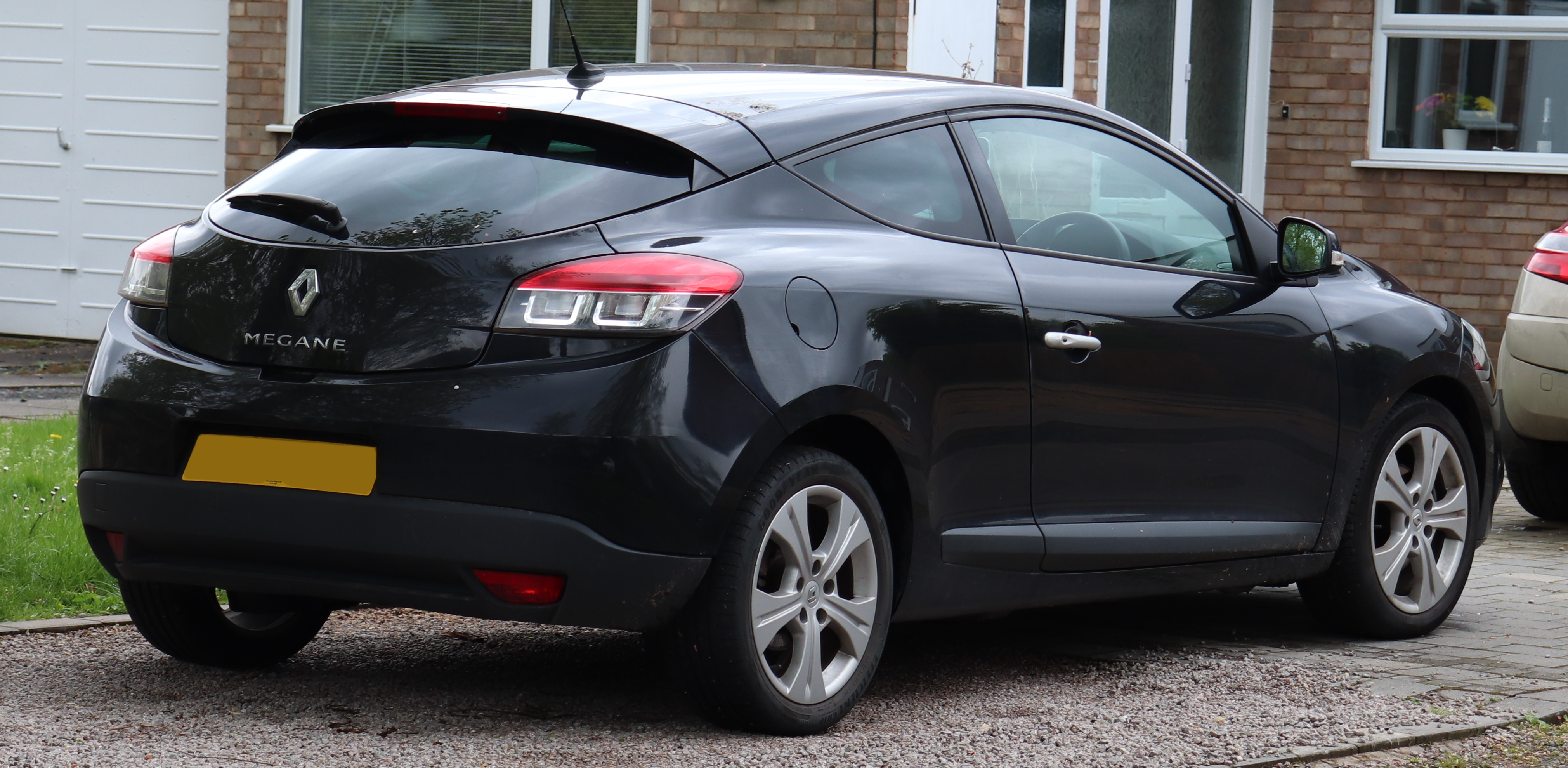
Renault Megane III Coupe

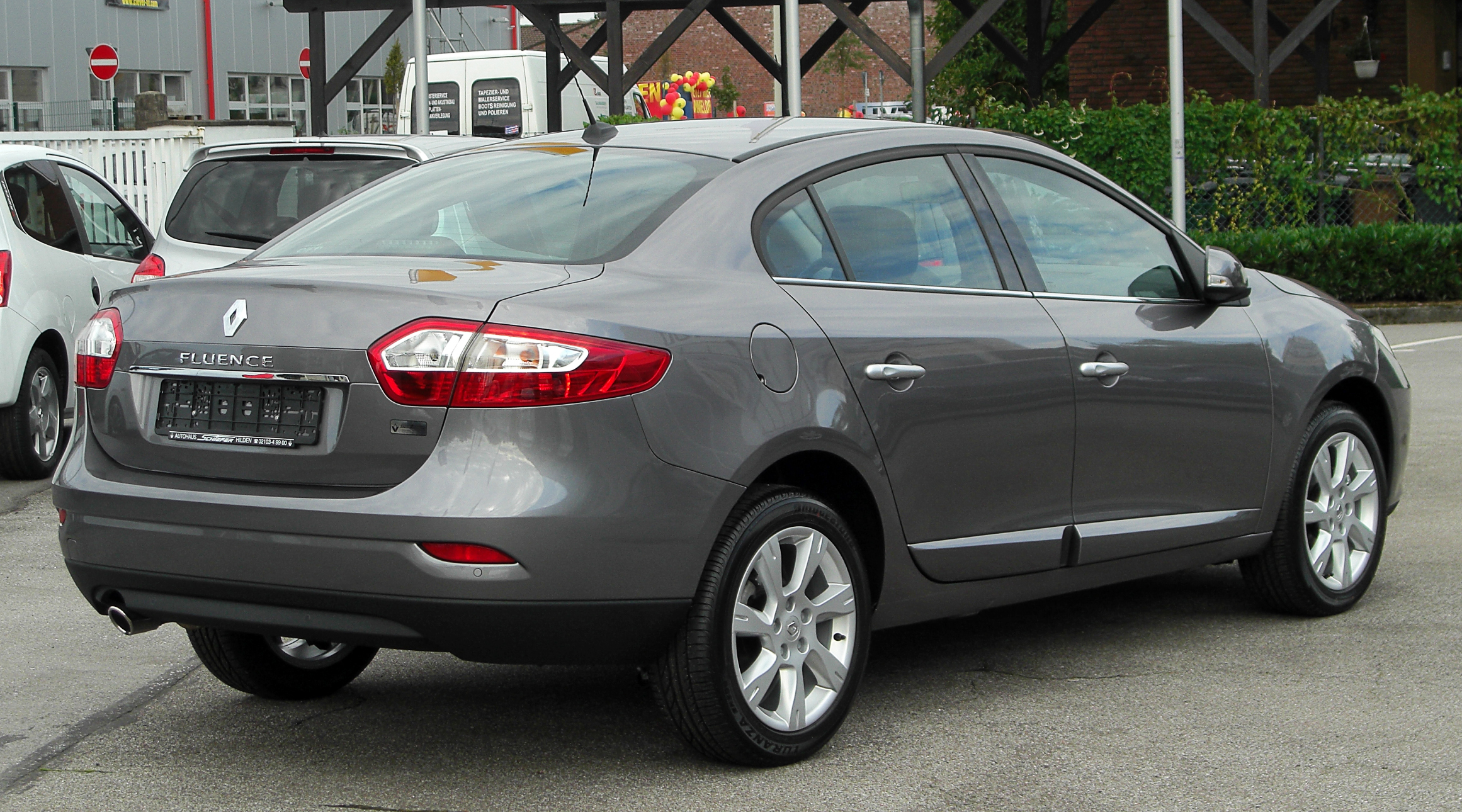
Renault Fluence

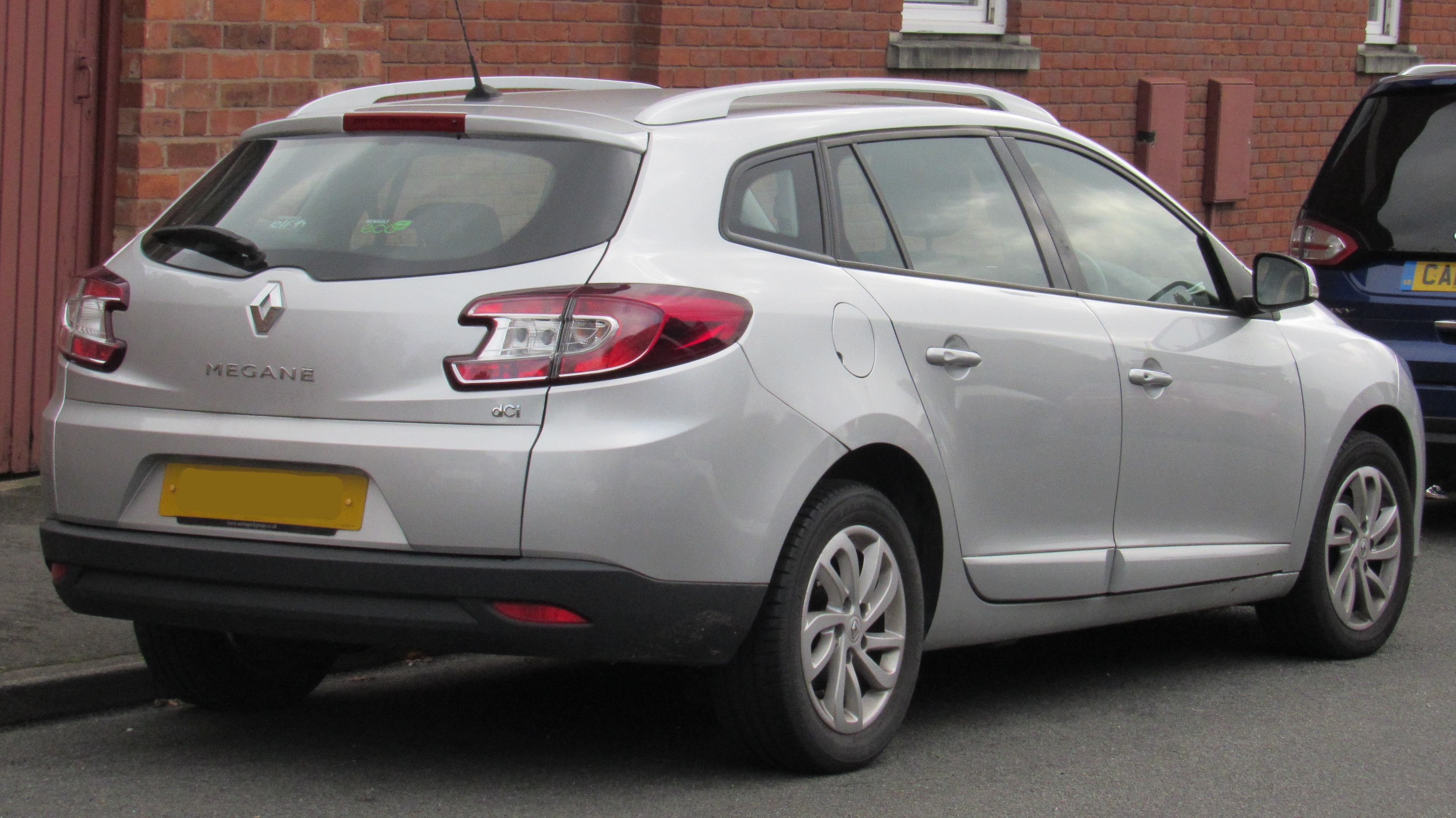
Renault Megane III Kombi

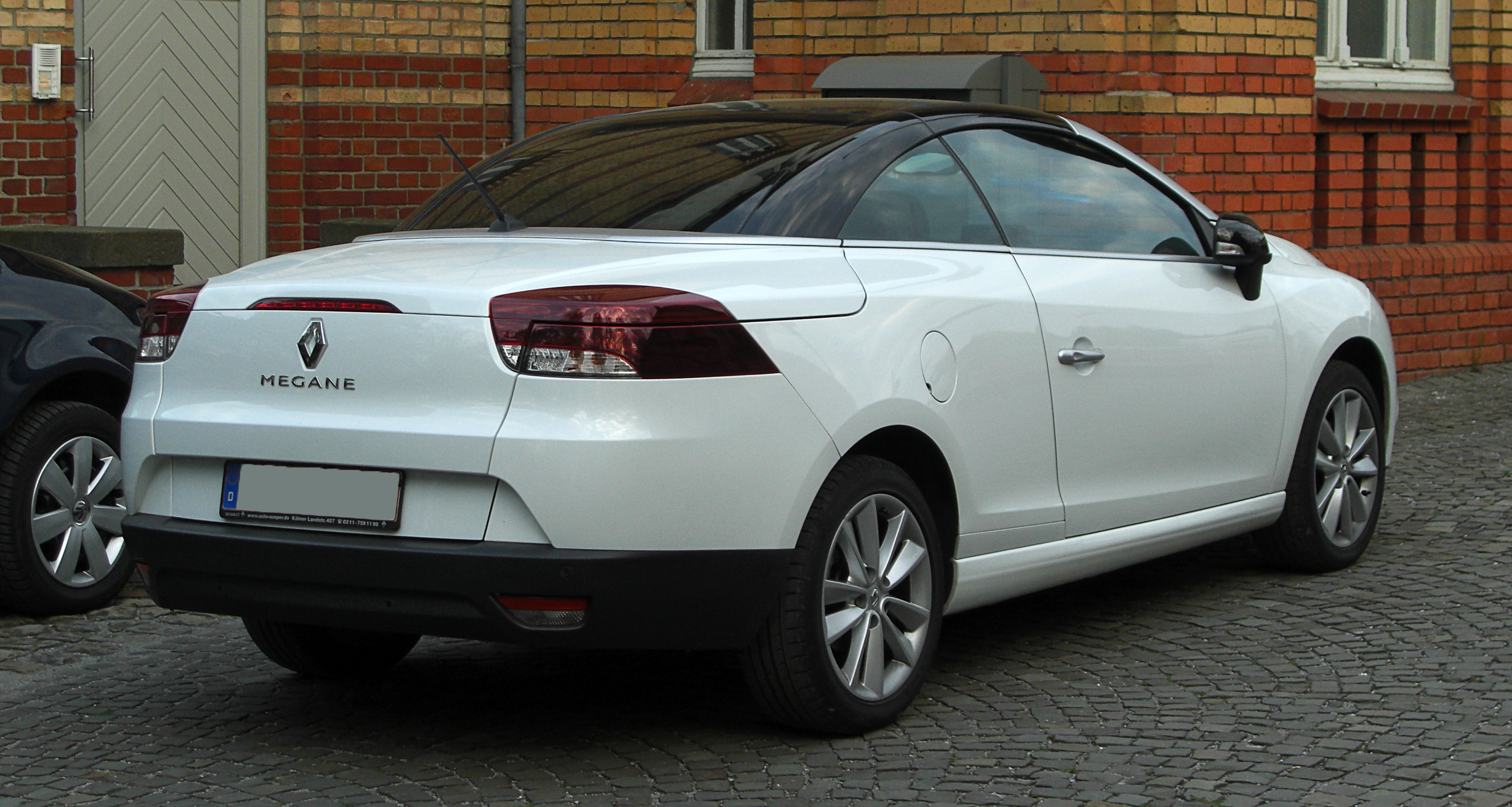
Renault Megane III CC

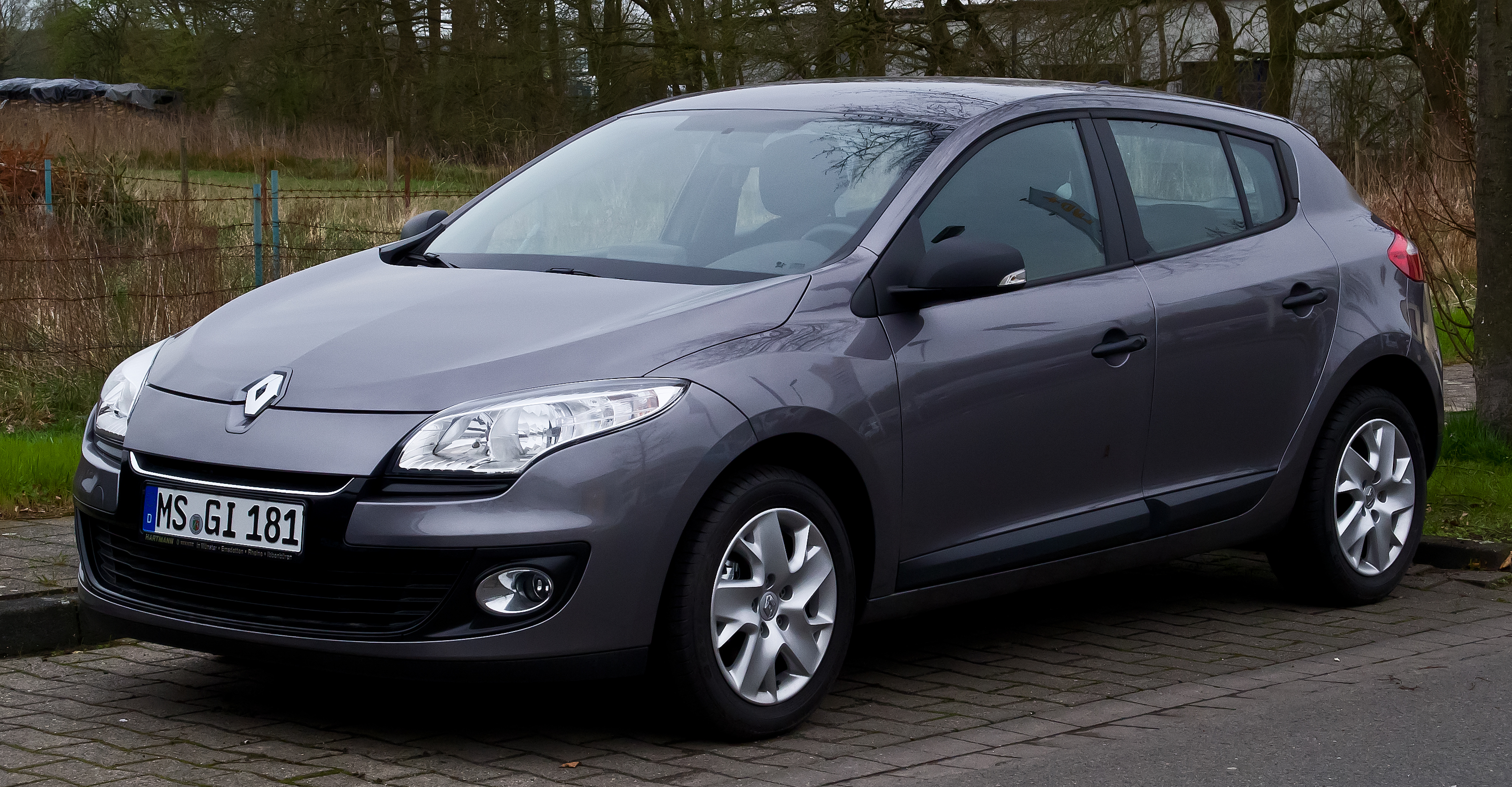
Renault Megane III po pierwszym liftingu

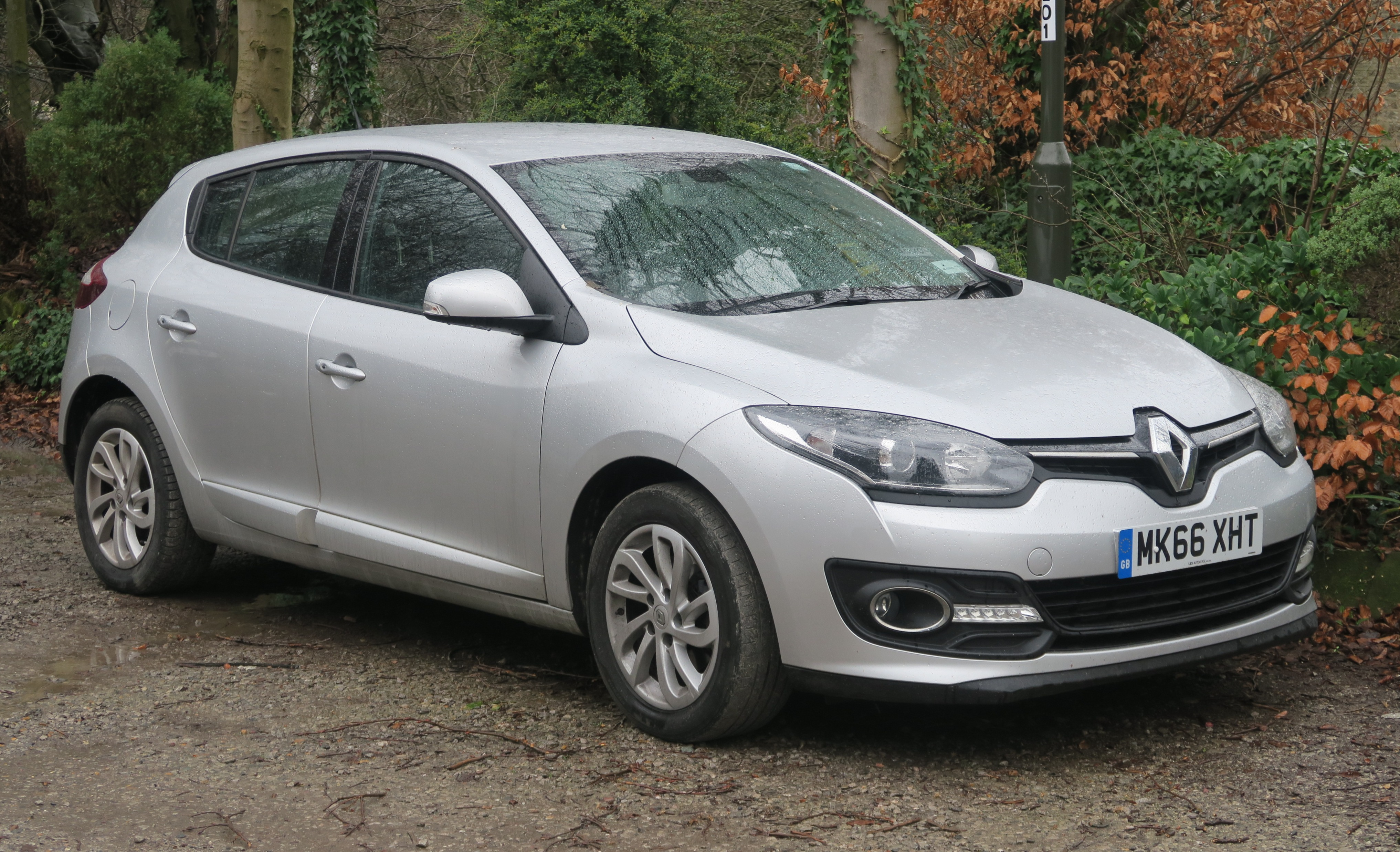
Renault Megane III po drugim liftingu

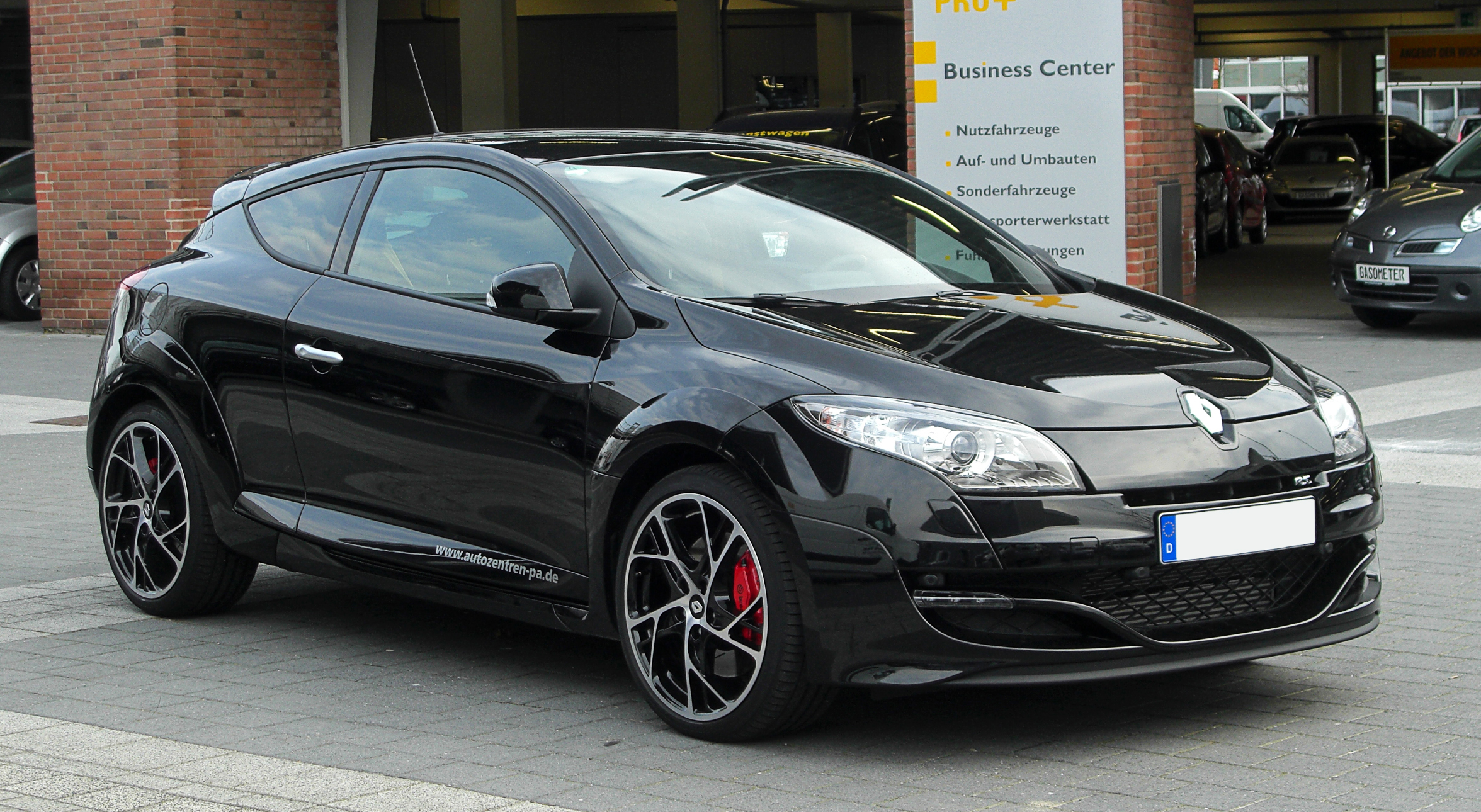
Renault Megane III RS

Renault Mégane III został po raz pierwszy zaprezentowany podczas targów motoryzacyjnych w Paryżu w 2008 roku.
Początkowo do oferty trafił 5-drzwiowy hatchback oraz 3-drzwiowy hatchback oferowany pod nazwą coupé. W sierpniu 2009 roku do oferty dołączono wersję kombi, a rok później CC, czyli coupé-cabrio. W 2010 roku zaprezentowano odmianę sedan, którą wprowadzono na rynek jako oddzielny model o nazwie Fluence.
W 2012 roku auto przeszło delikatny face lifting. Zmiany stylistyczne nadwozia są ledwie zauważalne. Silniki, pomimo mniejszej pojemności, dysponują większą mocą. Nowocześniejszego wyglądu z przodu nadają LED-owe światła do jazdy dziennej, pomalowane na czarno wykończenia zderzaka oraz srebrne listwy. Z boku nadwozie zdobią nowe wzory felg. We wnętrzu dodano dwa nowe wzory tapicerki, w tym dwukolorową, skórzaną i opcjonalnie wykonaną z alkantary. Wersje Bose oraz GT mają światła dzienne LED w kształcie bumerangów oraz czerwone przeszycia tapicerki i skórzaną, „sportową” kierownicę. Pod maskę trafiły trzy nowe silniki z serii Energy. Wyposażone zostały w system Stop&Start oraz system służący do odzyskiwania energii podczas zwalniania i hamowania. Jednostka Renault Energy TCe 115 ma bezpośredni wtrysk paliwa oraz turbosprężarkę. Pojemność silnika to 1.2 l, zastępuje on wersje 1.6, w odniesieniu do poprzednika jego moc wzrosła o 5 KM i wynosi teraz 115 KM.
W 2013 roku auto przeszło drugi face lifting. Otrzymało nowy pas przedni, z nowym grillem, większym logo oraz nowymi reflektorami. W grudniu 2013 roku zaprezentowano odświeżone Megane w wersji Coupe Cabrio. Zmiany w wyglądzie objęły głównie pas przedni pojazdu. Zmieniono m.in. reflektory, zderzak i maskę z wyeksponowanym, dużym logo producenta. W dolnej partii zderzaka pojawiły się wykonane w technologii LED światła do jazdy dziennej. Samochód w dalszym ciągu oferowany jest ze składanym automatycznie, metalowym dachem. Wciąż zamówić też można odmianę wyposażoną w panoramiczne okno dachowe.

### Mégane Grandtour GT 220 (2012)
W listopadzie 2012 roku oferta francuskiej marki wzbogaciła się o model Megane Grandtour GT 220 dysponujący mocą 220 KM. Samochód wyposażony został w dwulitrowy, turbodoładowany silnik benzynowy. Jednostka rozwija moc maksymalną 220 KM i dysponuje momentem obrotowym 340 Nm. Dokładnie ten sam silnik zamontowany jest w Megane 3 RS. Auto otrzymało zmodyfikowane zawieszenie, układ hamulcowy o sportowej charakterystyce i mocniejsze hamulce. Na tle słabszych wersji Grandtour GT 220 wyróżniać się ma m.in. czarnymi, aluminiowymi felgami w rozmiarze 18 cali, lakierowanymi pod kolor nadwozia klamkami czy metalową tabliczką z napisem GT220 i numerem egzemplarza mającym podkreślać wyjątkowość modelu. Edycja limitowana pochodzi z lat 2012–2013.

### Mégane III RS
Wersja sportowa Mégane III, Mégane III RS została zaprezentowana w marcu 2009 roku w Genewie. Jest wyposażona w 2-litrowy benzynowy silnik z turbosprężarką o mocy 250 KM i momencie obrotowym 340 Nm. Jego prędkość maksymalna wynosi 250 km/h. W 2011 roku zaprezentowano limitowaną do 500 sztuk edycję Megane RS 265 Trophy z silnikiem o mocy podniesionej do 265 KM. W przeciwieństwie do Mégane II RS, Mégane III RS oferowany jest tylko w wersji trzydrzwiowej.
W 2013 roku Renault postanowiło uczcić kolejny sukces w Formule 1 tworząc specjalną wersję modelu Megane RS nazwaną Renault Mégane RS Red Bull Racing RB8. Główną różnicą w stosunku do wersji pierwotnej jest kolor nadwozia o nazwie Crépuscule Blue używany przez oficjalny zespół Red Bull Racing F1.
W maju 2014 roku pojawiła się kolejna limitowana edycja Megane RS, tym razem o nazwie 275 Trophy. 275 KM generowane przez silnik tej wersji oznacza, że jest to najmocniejsze Megane RS w historii modelu. Produkcja RS 275 Trophy została ograniczona do 200 egzemplarzy.

### Wersje wyposażeniowe
- Génération
- Authentique
- Expression
- SL Color Edition
- SL Exception
- Limited
- Dynamique
- Privilege
- Bose Edition
- GT-Line

#### Wersje limitowane
- Tech Run
- GT Robert Kubica
- Monaco GP

### Silniki
Wszystkie dane dla wersji Berline.
- Benzynowe

| Silnik        | Pojemność skokowa [cm³] | Moc maksymalna [KM] ( [kW] ) przy obr./min | Maks. moment obrotowy [Nm] przy obr./min | Układ i liczba cylindrów | Układ rozrządu/ liczba zaworów | Przyspieszenie (s) 0–100 km/h | Prędkość maksymalna km/h | Spalanie (l/100 km) miasto/trasa/średnio |
| ------------- | ----------------------- | ------------------------------------------ | ---------------------------------------- | ------------------------ | ------------------------------ | ----------------------------- | ------------------------ | ---------------------------------------- |
| 1.2 TCe       | 1198                    | 115 (85)/4500                              | 190/2000                                 | R4                       | DOHC/16                        | 10,9                          | 210                      | 6,4/4,6/5,3                              |
| 1.4 TCe       | 1397                    | 130 (96)/5500                              | 190/2250                                 | R4                       | DOHC/16                        | 9,6                           | 200                      | 8,5/5,3/6,5                              |
| 1.6 16V       | 1598                    | 100 (74)/5500                              | 148/4250                                 | R4                       | DOHC/16                        | 10,9                          | 190                      | 9,0/5,5/6,7                              |
| 1.6 16V       | 1598                    | 110 (81)/6000                              | 151/4250                                 | R4                       | DOHC/16                        | 10,5                          | 195                      | 9,3/5,6/6,9                              |
| 2.0 16V CVT   | 1997                    | 143 (103)/6000                             | 195/3750                                 | R4                       | DOHC/16                        | 10,3                          | 195                      | 10,5/5,9/7,6                             |
| 2.0 TCe       | 1998                    | 180 (132)/5500                             | 300/2250                                 | R4                       | DOHC/16                        | 7,8                           | 225                      | 10,2/6,1/7,6                             |
| 2.0 16V Turbo | 1998                    | 220 (162)/4750                             | 340/2400                                 | R4                       | DOHC/16                        | 7,2                           | 240                      | 9,6/6,0/7,3                              |

- Wysokoprężne

| Silnik               | Pojemność skokowa [cm³] | Moc maksymalna [KM] ( [kW] ) przy obr./min | Maks. moment obrotowy [Nm] przy obr./min | Układ i liczba cylindrów | Układ rozrządu/ liczba zaworów | Przyspieszenie (s) 0–100 km/h | Prędkość maksymalna km/h | Spalanie (l/100 km) miasto/trasa/średnio |
| -------------------- | ----------------------- | ------------------------------------------ | ---------------------------------------- | ------------------------ | ------------------------------ | ----------------------------- | ------------------------ | ---------------------------------------- |
| 1.5 dCi 85           | 1461                    | 85 (63)/4000                               | 200/1750                                 | R4                       | OHC/8                          | 12,9                          | 175                      | 5,3/4,1/4,5                              |
| 1.5 dCi 90 FAP       | 1461                    | 90 (66)/4000                               | 200/1750                                 | R4                       | OHC/8                          | 12,5                          | 180                      | 5,3/4,0/4,5                              |
| 1.5 Energy dCi 95    | 1461                    | 95 (70)/4000                               | 240/1750                                 | R4                       | OHC/8                          | 12,6                          | 190                      | 3,9/3,4/3,6                              |
| 1.5 dCi 105          | 1461                    | 105 (78)/4000                              | 240/2000                                 | R4                       | OHC/8                          | 10,9                          | 190                      | 5,5/4,0/4,5                              |
| 1.5 dCi 110 FAP      | 1461                    | 110 (81)/4000                              | 240/1750                                 | R4                       | OHC/8                          | 10,5                          | 190                      | 5.8/3.9/4.6                              |
| 1.5 Energy dCi 110   | 1461                    | 110 (81)/4000                              | 260/1750                                 | R4                       | OHC/8                          | 12,1                          | 190                      | 3,9/3,4/3,6                              |
| 1.5 dCi 110 FAP EDC  | 1461                    | 110 (81)/4000                              | 240/1750                                 | R4                       | OHC/8                          | 11,7                          | 190                      | 5.1/3.7/4.2                              |
| 1.9 dCi 130          | 1870                    | 130 (96)/3750                              | 300/1750                                 | R4                       | OHC/8                          | 9,5                           | 205                      | 6,2/4,4/5,1                              |
| 1.9 dCi 130 FAP      | 1870                    | 130 (96)/3750                              | 300/1750                                 | R4                       | OHC/8                          | 9,5                           | 205                      | 6,2/4,5/5,1                              |
| 2.0 dCi 150 FAP Aut. | 1995                    | 150 (110)/4000                             | 360/2000                                 | R4                       | DOHC/16                        | 9,2                           | 210                      | 8,7/5,5/6,6                              |
| 2.0 dCi 160 FAP      | 1995                    | 160 (118)/3750                             | 380/2000                                 | R4                       | DOHC/16                        | 8,5                           | 215                      | 7,5/5,0/5,9                              |

#### Silniki
- Benzynowy

| Silnik            | Pojemność skokowa [cm³] | Moc maksymalna [KM] ( [kW] ) przy obr./min | Maks. moment obrotowy [Nm] przy obr./min | Układ i liczba cylindrów | Układ rozrządu/ liczba zaworów | Przyspieszenie (s) 0–100 km/h | Prędkość maksymalna km/h | Spalanie (l/100 km) miasto/trasa/średnio |
| ----------------- | ----------------------- | ------------------------------------------ | ---------------------------------------- | ------------------------ | ------------------------------ | ----------------------------- | ------------------------ | ---------------------------------------- |
| 2.0 RS 250        | 1998                    | 250 (184)/5500                             | 340/3000                                 | R4                       | DOHC/16                        | 6,1                           | 250                      | 11,5/6,7/8,4                             |
| 2.0 RS 265 Trophy | 1998                    | 265 (195)/5500                             | 360/3000-5000                            | R4                       | DOHC/16                        | 6,0                           | 254                      | 11,3/6,5/8,2                             |

## Czwarta generacja

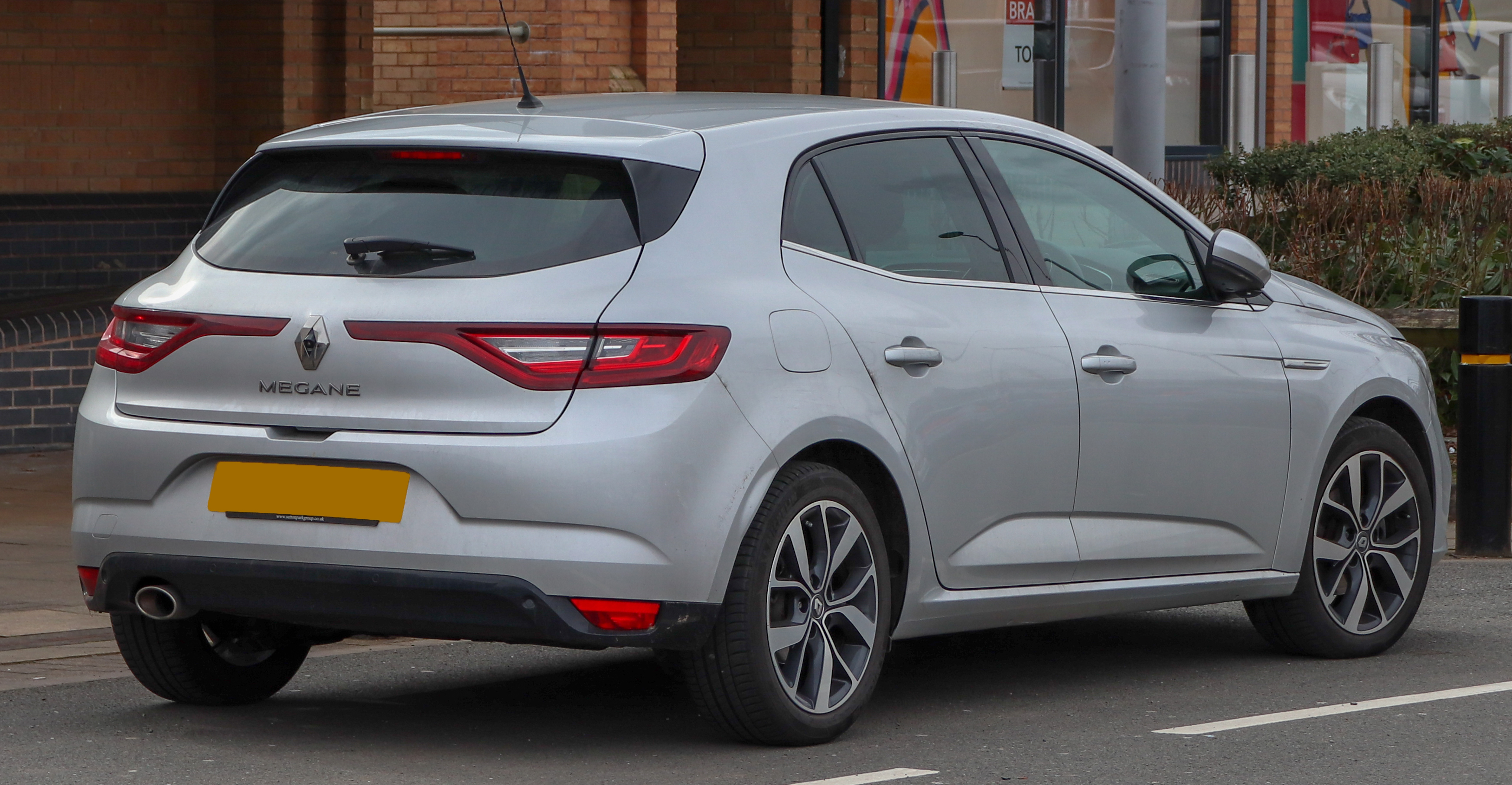
Renault Mégane IV - tył

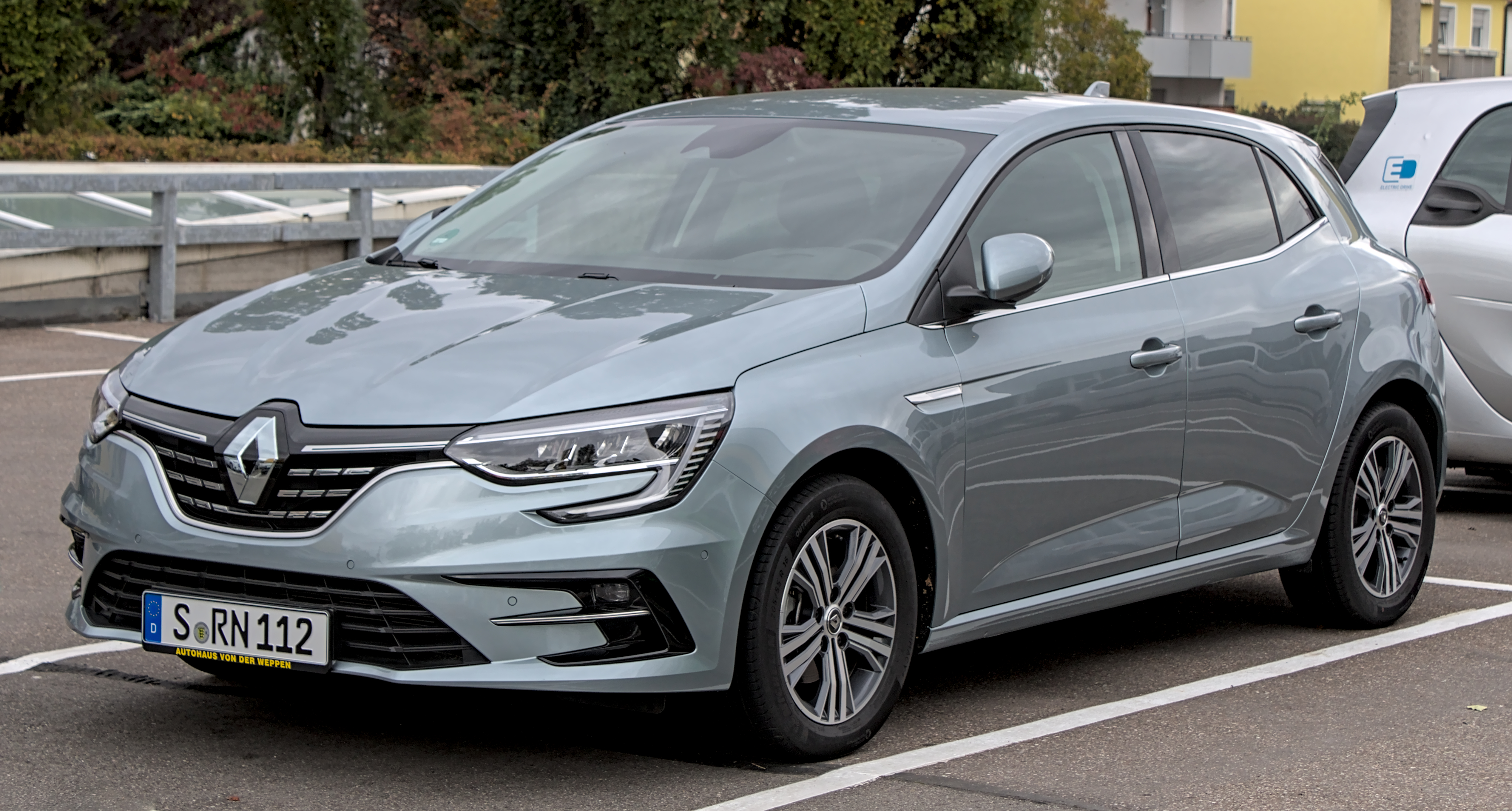
Renault Mégane IV po liftingu

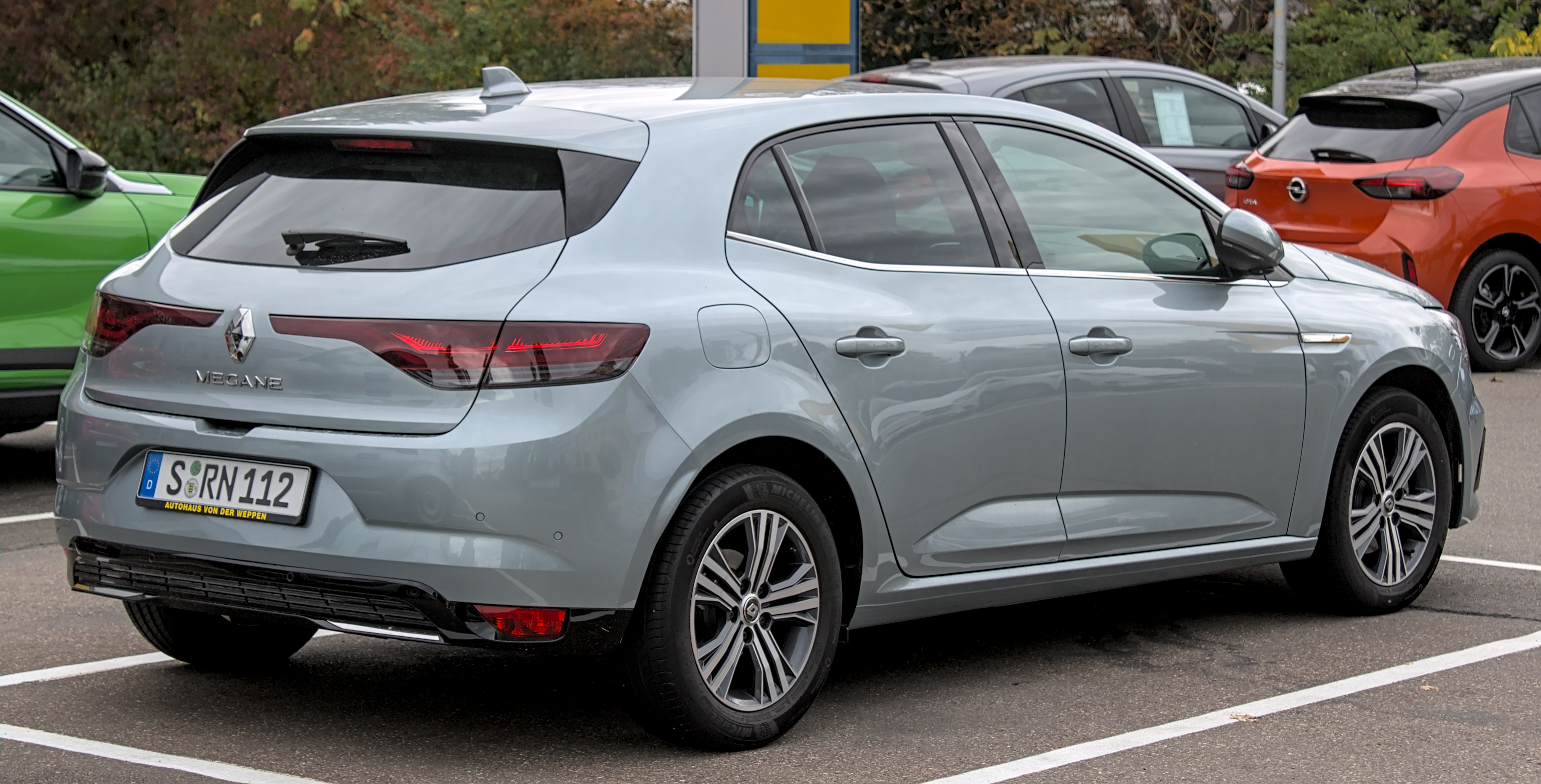
Renault Mégane IV – tył po liftingu

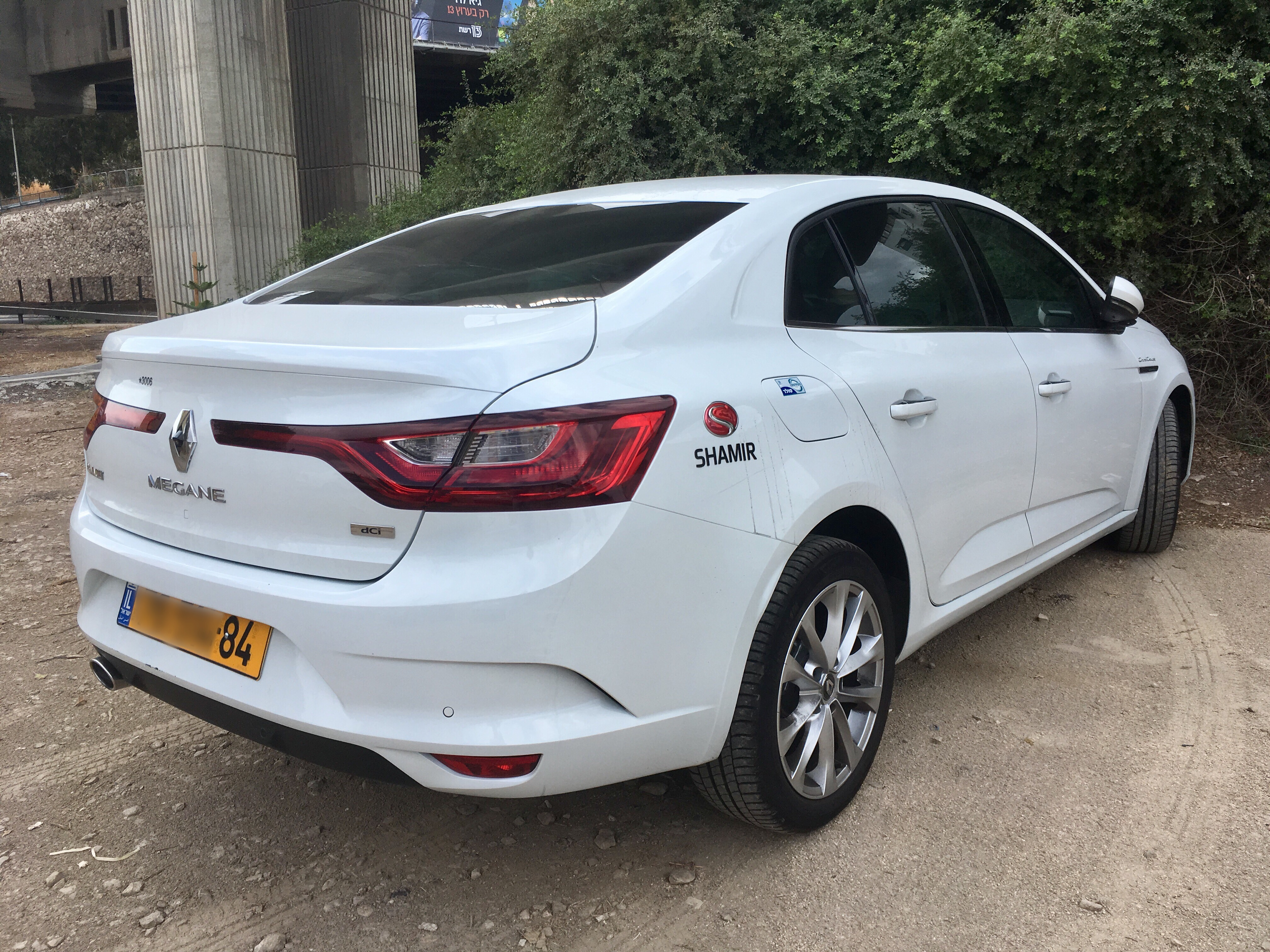
Renault Megane IV Sedan

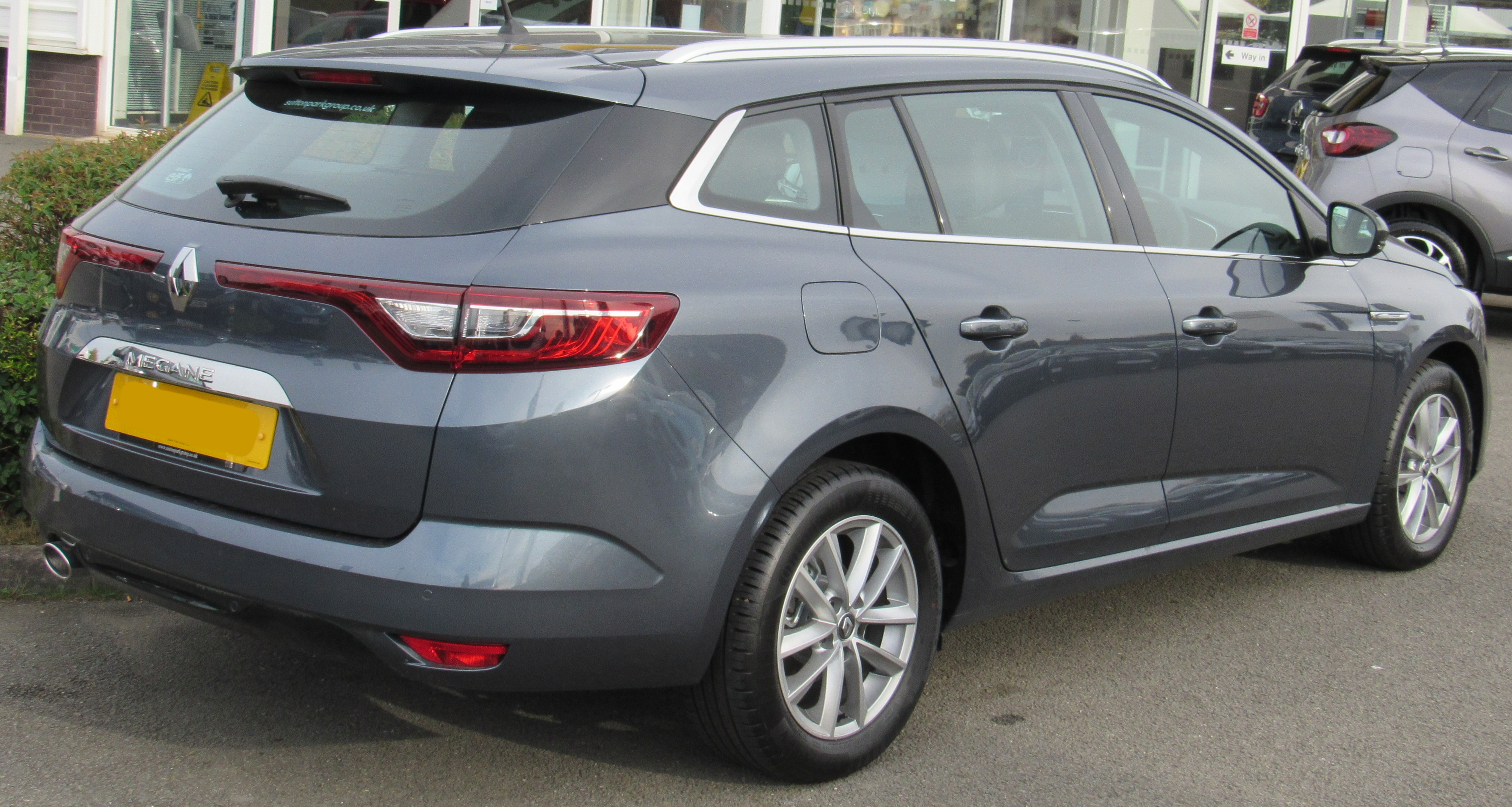
Renault Mégane IV Kombi

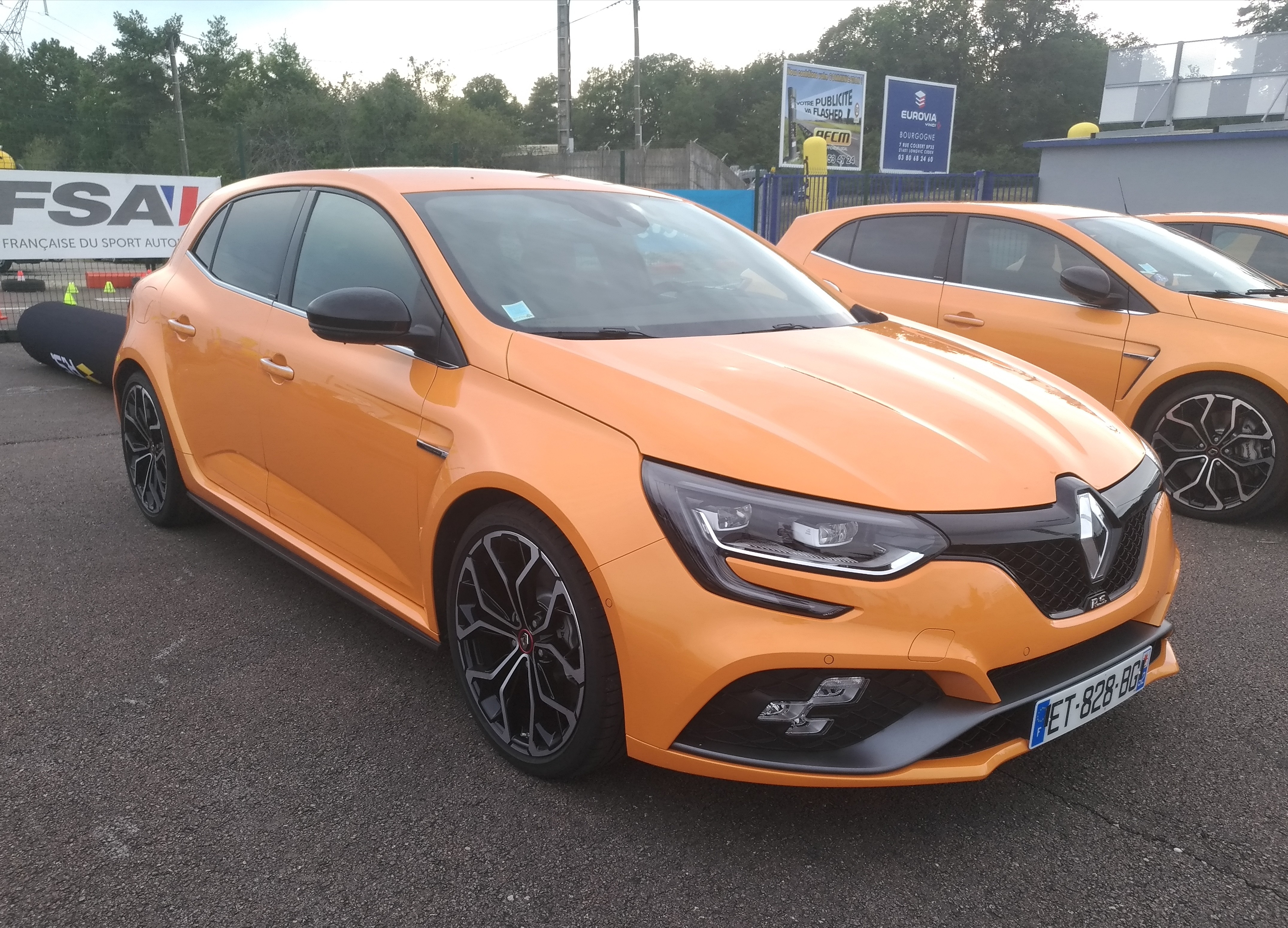
Renault Megane IV R.S.

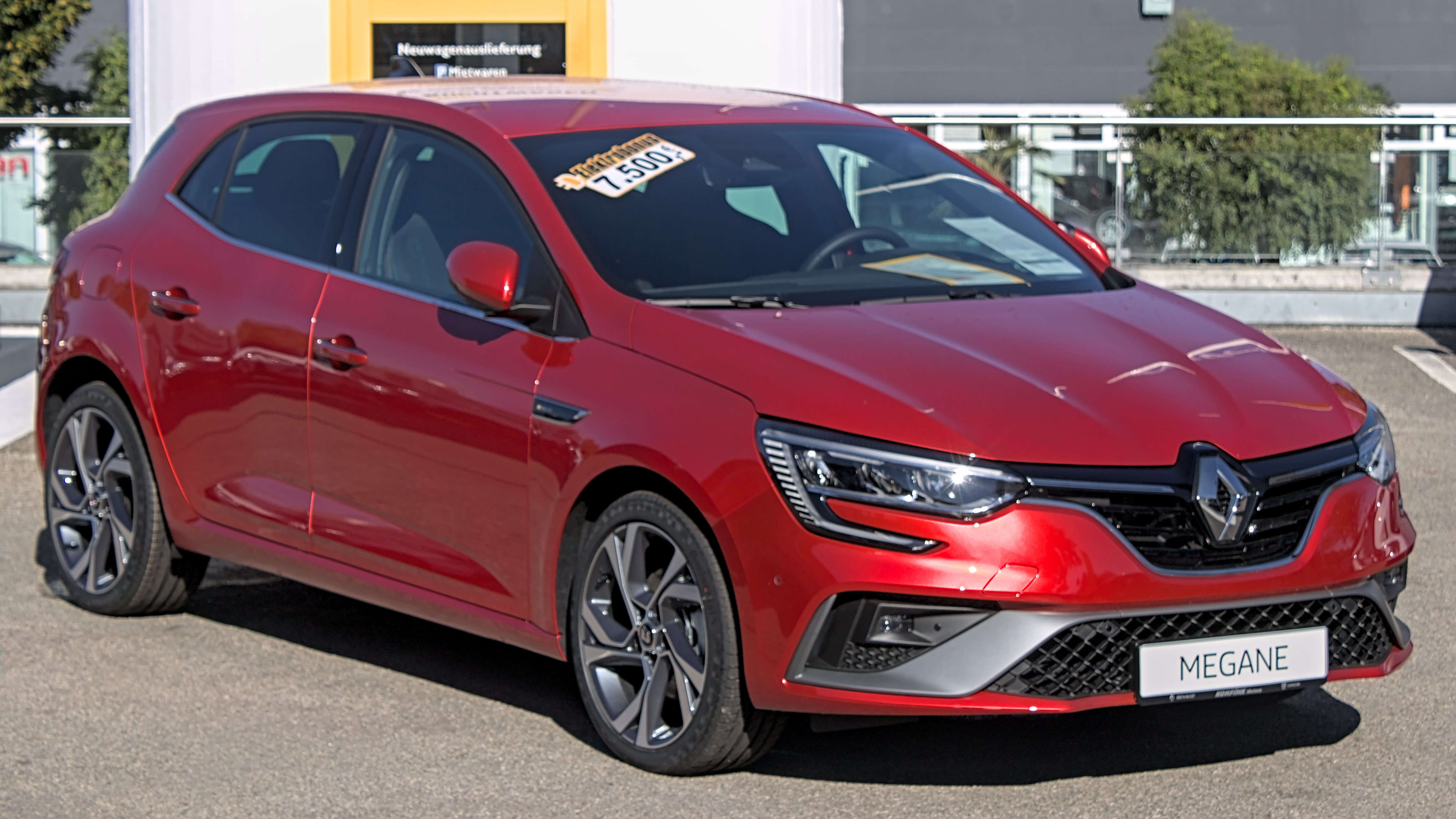
Renault Mégane Plug-in

Renault Mégane IV zostało po raz pierwszy zaprezentowane podczas targów motoryzacyjnych we Frankfurcie w 2015 roku.
Pojazd zaprojektowany został według nowego języka stylistycznego marki Renault, który wcześniej został już zastosowany w modelu Talisman.
Debiutujący w drugiej połowie 2016 roku Megane czwartej generacji jest pierwszym wcieleniem kompaktowego modelu francuskiej marki, który nie jest oferowany w jako trzydrzwiowy hatchback lub pełniące jego rolę w przypadku pierwszej generacji coupe, nie jest planowana także odmiana coupe-cabriolet. W 2016 roku gama Megane została skompletowana przez prezentację wersji kombi na Geneva Motor Show w marcu oraz odmiany sedan, której oficjalne zdjęcia zostały opublikowane w lipcu. Przy okazji czwartej generacji Renault ponownie włączyło odmianę sedan do gamy Megane, która przy okazji poprzedniego wcielenia nosiła nazwę Fluence i pozycjonowana było jako oddzielny model.

### Lifting
W 2020 roku Renault zmodernizowało model Megane. W samochodzie pojawiły się nowe reflektory Pure Vision LED z charakterystycznymi paskami po bokach - zastosowane wcześniej w nowym Clio V generacji. Z diod wykonano także światła przeciwmgłowe i lampy tylne, których klosze otrzymały inne wypełnienie. Nieznacznie zmodernizowano także zderzaki. Ponadto pojawiły się nowe wzory felg i kolory karoserii. Największą nowością w poliftingowym Renault Megane była obecność hybrydy plug-in. Korzysta on z 1,3-litrowej jednostki i dwóch silników elektrycznych. Łączna moc układu wynosi 160 KM. Akumulatory mają pojemność 9,8 kWh. Producent deklaruje, że zasięg w trybie elektrycznym wynosi 50 km, a samochód będzie mógł rozwinąć w trybie elektrycznym 135 km/h. 
Modernizacja nie ominęła sportowej wersji R.S., gdzie skoncentrowano się w układzie napędowym. Moc w odmianie standardowej oraz Trophy została zrównana do poziomu 300 koni mechanicznych.  

### Wersje wyposażenia
- GT sport
- GT line
- Life
- Zen
- Limited
- Intens
- R.S.-Line
- R.S.
- R.S. Trophy
- Bose - wersja specjalna
- Business - wersja specjalna

Standardowe wyposażenie podstawowej wersji Life obejmuje m.in. system ABS z ESC, system kontroli ciśnienia w oponach, 6 poduszek powietrznych, elektryczne wspomaganie kierownicy, komputer pokładowy, światła do jazdy dziennej LED, tylne pełne światła LED, klimatyzacja manualna, elektrycznie regulowane i podgrzewane lusterka, elektrycznie regulowane szyby przednie i tylne, centralny zamek z pilotem, fotel kierowcy z regulacją wysokości, dzieloną tylną kanapę, radio z USB/AUX i Bluetooth, oraz 16-calowe felgi stalowe z kołpakami.
Topowa wersja Intens została ponad to wyposażona w m.in. system wykrywania zmęczenia kierowcy, system Multi Sense, lusterko wewnętrzne elektrochromatyczne, elektrycznie składane lusterka boczne, fotel pasażera z regulacją wysokości, oraz podłokietnik na tylnej kanapie.
W zależności od wersji samochód opcjonalnie doposażyć możemy w m.in. pełne światła przednie LED Pure Vision, skórzaną tapicerkę, szklany dach, dojazdowe koło zapasowe, lakier metalizowany, adaptacyjny tempomat, automatyczne światła drogowe, system rozpoznawania znaków drogowych, podgrzewane fotele przednie, podgrzewaną kierownicę, przednie czujniki parkowania, fotel kierowcy z funkcją masażu, elektroniczny hamulec postojowy, kamerę cofania, system kontroli martwego pola, wyświetlacz przezierny Head-Up, system multimedialny z 8,7 calowym ekranem dotykowym i nawigacją satelitarną, a także 17 lub 18-calowe felgi aluminiowe.